# Якопо ди Чоне
Якопо ди Чоне (итал. Jacopo di Cione; 1320-е, Флоренция — между 1398 и 1400, там же) — итальянский живописец периода проторенессанса флорентийской школы.

## Биография
Якопо ди Чоне был флорентийским художником, братом двух более знаменитых мастеров — Андреа ди Чоне Орканья (ум. в 1368) и Нардо ди Чоне (ум. в 1366) и менее знаменитого скульптора Маттео ди Чоне (ум. в 1390).
Документов, касающихся его рождения, не сохранилось, учёные относят дату его появления на свет к 1320-м годам. В архивных документах Якопо иногда упоминается под прозвищем Робичча; впервые его имя встречается 21 мая 1365 в завещании его брата Нардо, который назначил Якопо наряду с двумя остальными братьями наследником своего имущества. Обучение он проходил наверняка в мастерской своих старших братьев. 1362 годом датируется самая важная среди его ранних работ — «Мадонна с младенцем и благословляющий Вседержитель» (частное собрание, США). Это произведение, с одной стороны, близко кругу работ Андреа Орканьи, с другой, в нём очевидна связь с произведениями Бернардо Дадди.
В 1366 году Якопо участвует в работе над фресками по заказу гильдии юристов и нотариусов — самого влиятельного цехового объединения Флоренции. 12 января 1369 года имя Якопо появляется в списке «Гильдии медиков и аптекарей» (Arte dei Medici e Speziali), в которую с начала XIV века принимали живописцев. Весной 1369 года, согласно документам, художник расписывал фресками помещение братства Милосердия в Ораторио дель Бигалло, Флоренция. Все ранние фресковые росписи Якопо были утрачены, и это лишило позднейших исследователей возможности детально определить, какую школу он прошёл и какие увлечения пережил в период своего становления. Несомненно, что его творчество складывалось под влиянием братьев, однако исследователи видят в его работах и параллели с произведениями Никколо ди Томмазо и Мастера Сан Луккезе.
В 1368 году Якопо ди Чоне было поручено завершение алтаря «Св. Матфей и четыре эпизода из жития», который его брат Андреа Орканья начал в 1367 году, но в связи со своей кончиной оставил незавершённым.
В 1370—1371 годах Якопо с несколькими компаньонами работал над крупным заказом — полиптихом для бенедиктинской церкви Сан-Пьер-Маджоре во Флоренции. 10 декабря 1378 года Якопо получил плату за изображение щита с надписью «Libertas» в нефе Флорентийского собора, а 23 июля 1380 года помечены другие платежи, полученные художником за работы в этом храме. Наряду с подобными престижными государственными заказами Якопо, будучи одним из самых активных и успешных художников Флоренции последней четверти XIV века, выполнял множество работ для удовлетворения потребностей частных клиентов, выпуская из стен своей мастерской десятки портативных триптихов и домашних алтарей малых и средних размеров. Обилие подобной продукции свидетельствовало о хорошо налаженном бизнесе и о том, что художник был успешен в создании произведений среднего уровня. К таким работам относится, например, триптих «Мадонна с Младенцем и святыми» (ок. 1370, Музей искусства, Аллентаун) или «Мадонна с Младенцем и святыми» (1370—1380, Национальная галерея Канады, Оттава). Однако в оставленном им художественном наследии в этот период есть и превосходные произведения крупного формата. К таким относится «Распятие» (частное собрание, Тусон, Аризона), исполненное около 1380 года в традиции Джотто, и алтарь «Мадонна с Младенцем и четырьмя святыми», датированный 1383 годом из церкви Святых Апостолов, Флоренция, и отреставрированный в 2001 году.

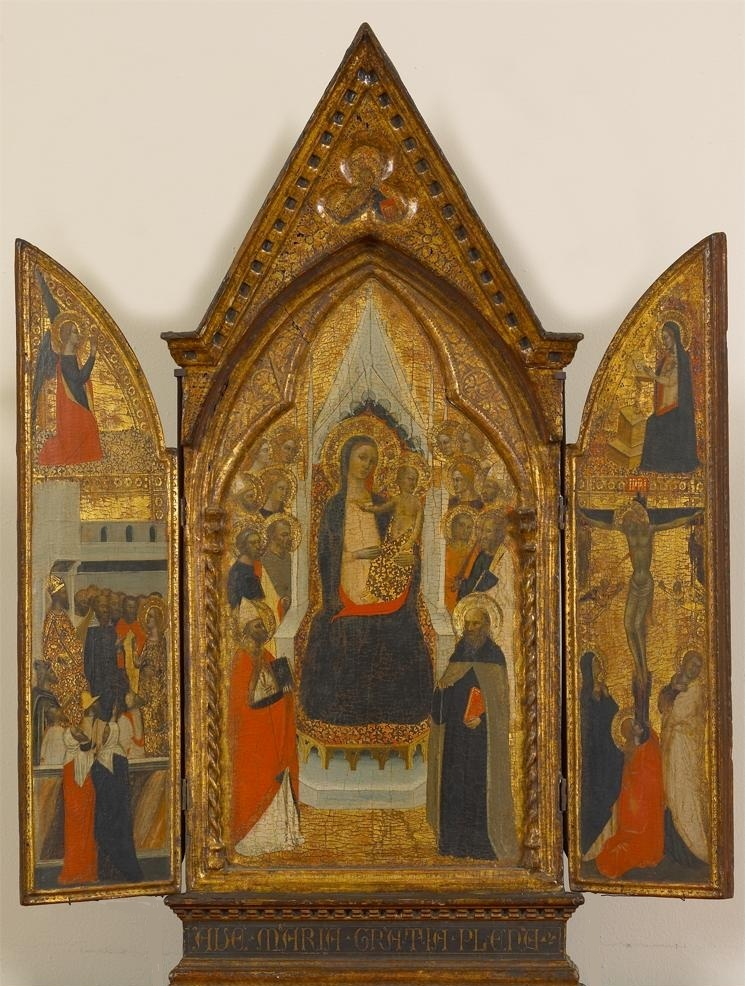
Триптих "Мадонна с Младенцем и святыми". Ок. 1370. Музей искусства, Аллентаун
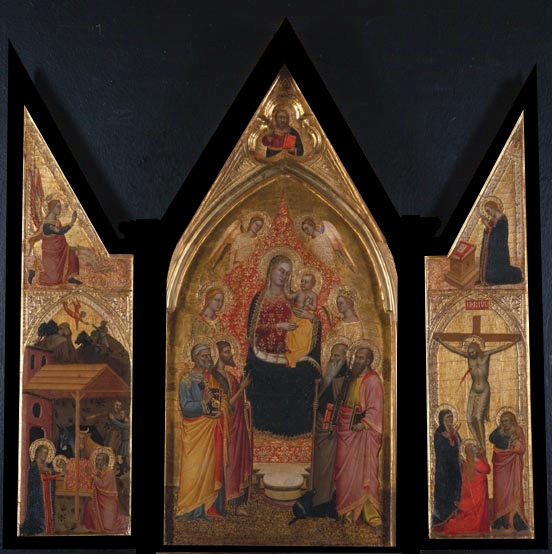
Триптих "Мадонна с Младенцем и святыми". 1370-1380. Национальная Галерея Канады, Оттава
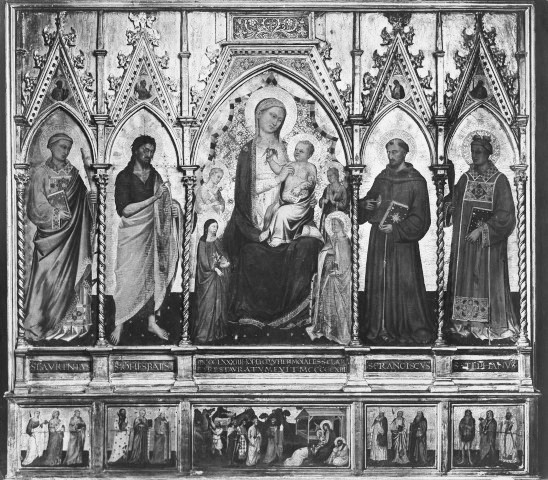
Мадонна с Младенцем и четырьмя святыми. 1383. церковь Святых апостолов, Флоренция

В марте 1383 года камерлинго коммуны города Вольтерра заказал Якопо ди Чоне и Никколо ди Пьетро Джерини выполнение фрески, изображающей «Благовещение и четырёх святых» в Палаццо Приори. Работа была завершена 15 ноября того же года, но впоследствии фреска два раза (в 1441 и в 1759 годах) была переписана, поэтому её нынешнее состояние не даёт никакого представления о первоначальном виде.
В городском архиве Прато сохранился документ, согласно которому 6 марта 1386 года Якопо отправил в Авиньон, в офис известного купца Франческо ди Марко Датини, пять своих картин на дереве, однако на сегодня ни одна из них не обнаружена и не идентифицирована.
В свой поздний период Якопо ди Чоне часто кооперировался с Никколо ди Пьетро Джерини и Джованни дель Бьондо, некоторое влияние которых можно видеть в его «Мадонне с младенцем» из коллекции антиквара Карло де Карло, датированной 1386 годом. Документы этого периода говорят о том, что основным полем его деятельности был Флорентийский собор, где он занимался не только выполнением художественных работ, но и поставкой цветных мраморов вместе со своим братом скульптором Маттео ди Чоне. В документе, датированном 2 мая 1398 года, Якопо ди Чоне фигурирует в качестве гаранта в контракте художника Мариотто ди Нардо с Флорентийским собором. В последний раз имя Якопо появляется в 1400 году в налоговой ведомости квартала Сан Джованни, однако напротив его имени нет пометки о выплате налога. Скорее всего, к этому моменту художника уже не было в живых.

## Произведения

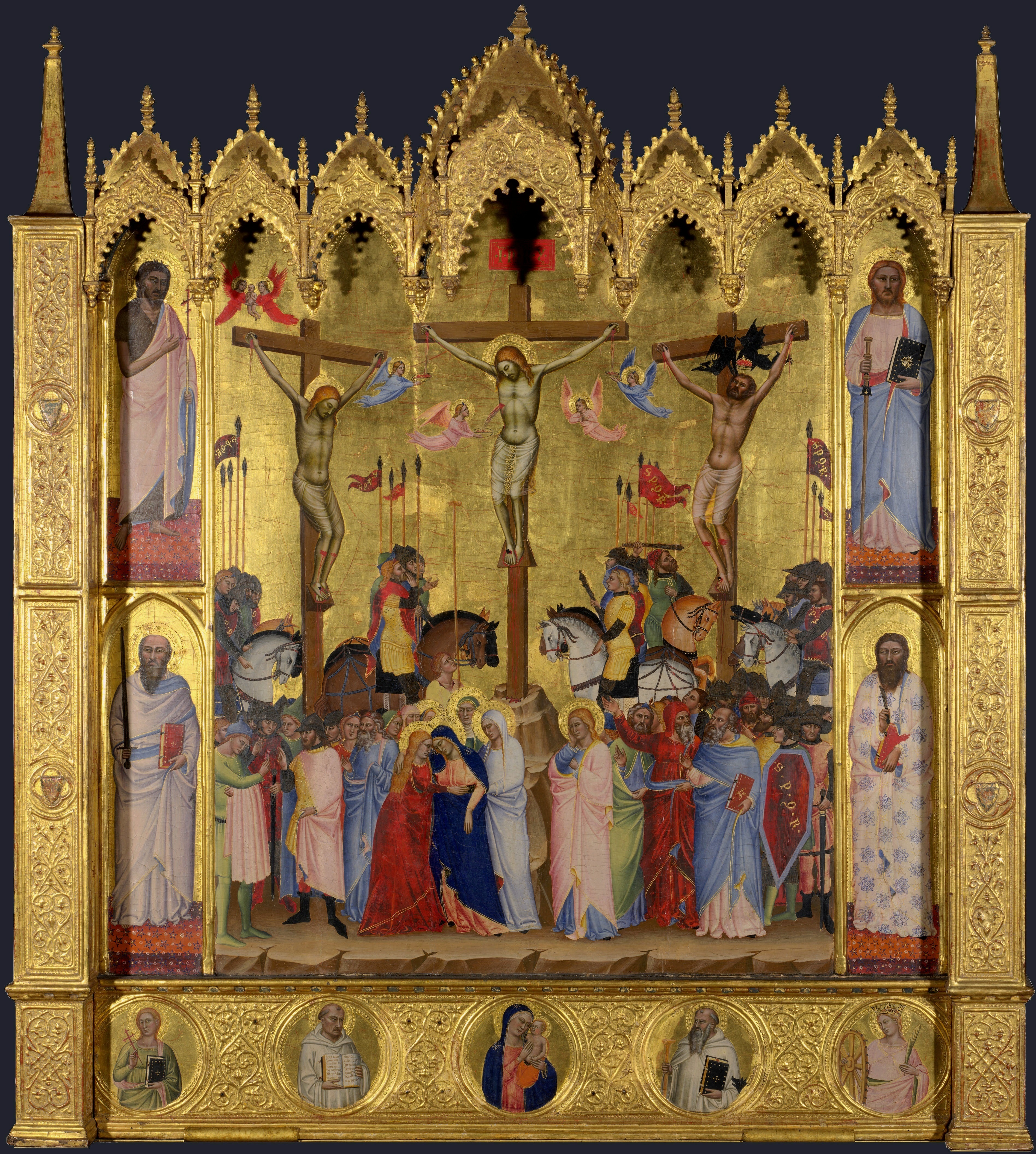
Распятие. ок. 1368. Национальная галерея, Лондон

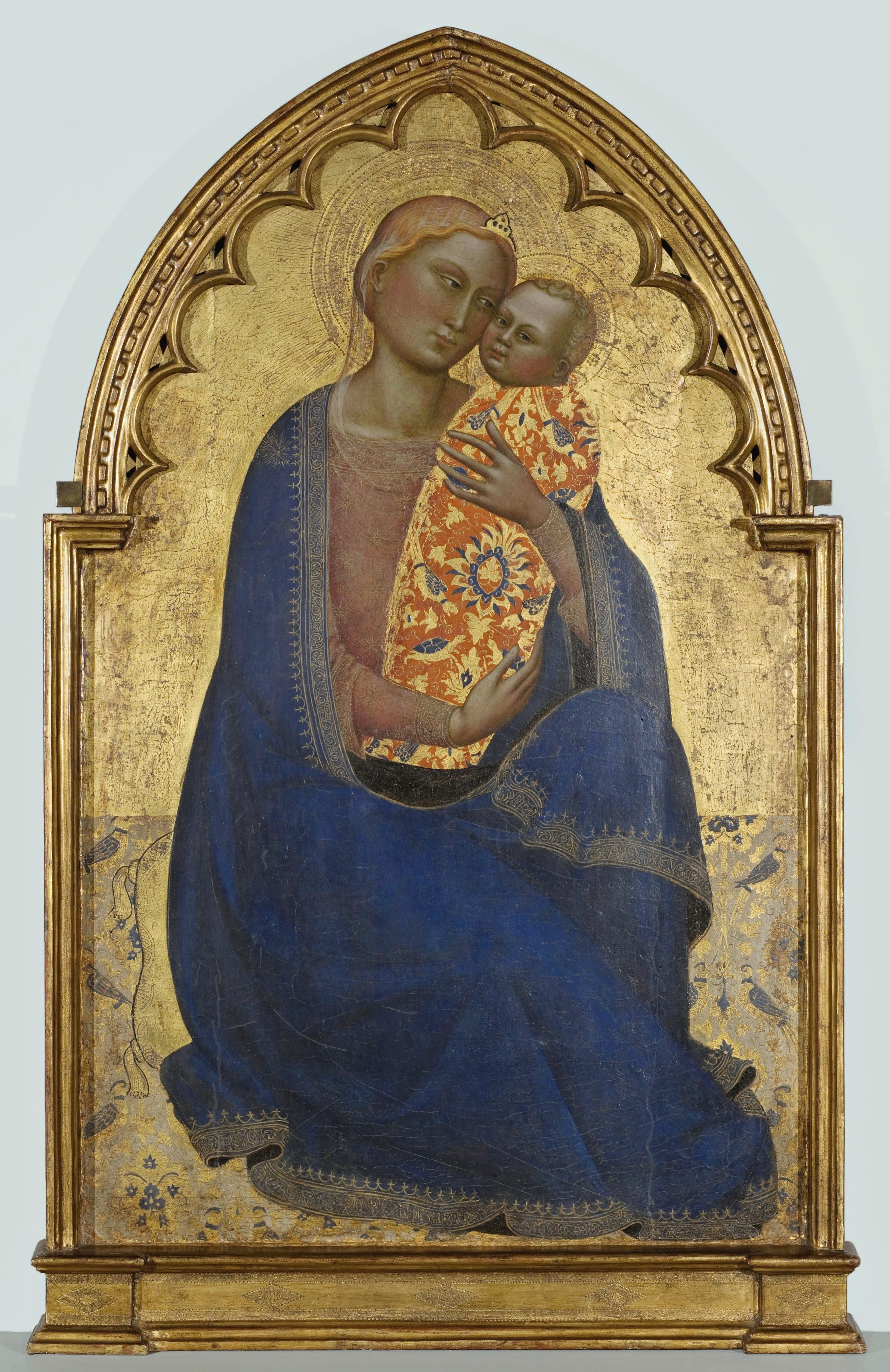
«Мадонна Смирение» 1365—1370. Галерея Академии, Флоренция

Произведения Якопо ди Чоне часто были коллективными, продуктом «мастерской братьев Чоне», так как многие из них либо выполнялись вместе с братьями, либо с участием других сотрудников мастерской. В связи с этим атрибуция многих работ Якопо подвергалась критике и уточнялась. В иных случаях картины анонимных мастеров переходили в каталог Якопо ди Чоне. Так, Босковиц (1975) и Оффнер (1981) атрибутировали Якопо произведения из Галереи Академии, Флоренция, которые ранее числились за анонимным Мастером Детства Христова (Maestro dell’Infanzia) — «Избиение младенцев», «Поклонение волхвов» и «Бегство в Египет», считая их ранними работами Якопо ди Чоне и датируя 1360-ми годами. После этого практически все работы этого анонимного мастера были перенесены в каталог Якопо ди Чоне.
Другой его ранней работой является полный грации табернакль — триптих из Галереи Академии, Флоренция, который ранее приписывался Джованни да Милано — на центральной части «Мадонна с младенцем и двумя донаторами/Благовещение», на боковых створках «Распятие и четверо святых» (по другим данным триптих мог быть создан 1380-е годы). Ещё одним важным пунктом в раннем творчестве художника был небольшой алтарь «Мадонна с младенцем и святыми» (1367, Национальная галерея, Канберра); изображённые на нём роскошные одежды и балдахин свидетельствуют о склонности Якопо к богатым декоративным эффектам.
К 1365—1370 годам относится триптих «Пятидесятница» (195×287 см; Галерея Академии, Флоренция), над которым Якопо работал вместе с братом Андреа (по другим оценкам, алтарь относится к 1362—1365 годам). Триптих был приписан братьям ещё в XIX веке Кавальказелле; современные эксперты не только согласились с его мнением, но некоторые (Эвелин Сандберг-Вавала, 1959) идут дальше, утверждая, что работа принадлежит одному Якопо.

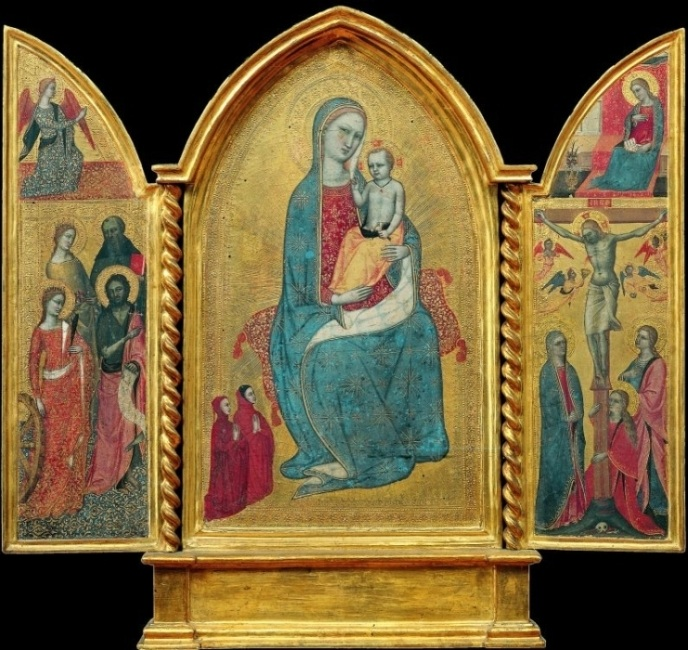
Триптих "Мадонна с младенцем и двумя донаторами/Благовещение". 1360-е гг. Галерея Академии, Флоренция
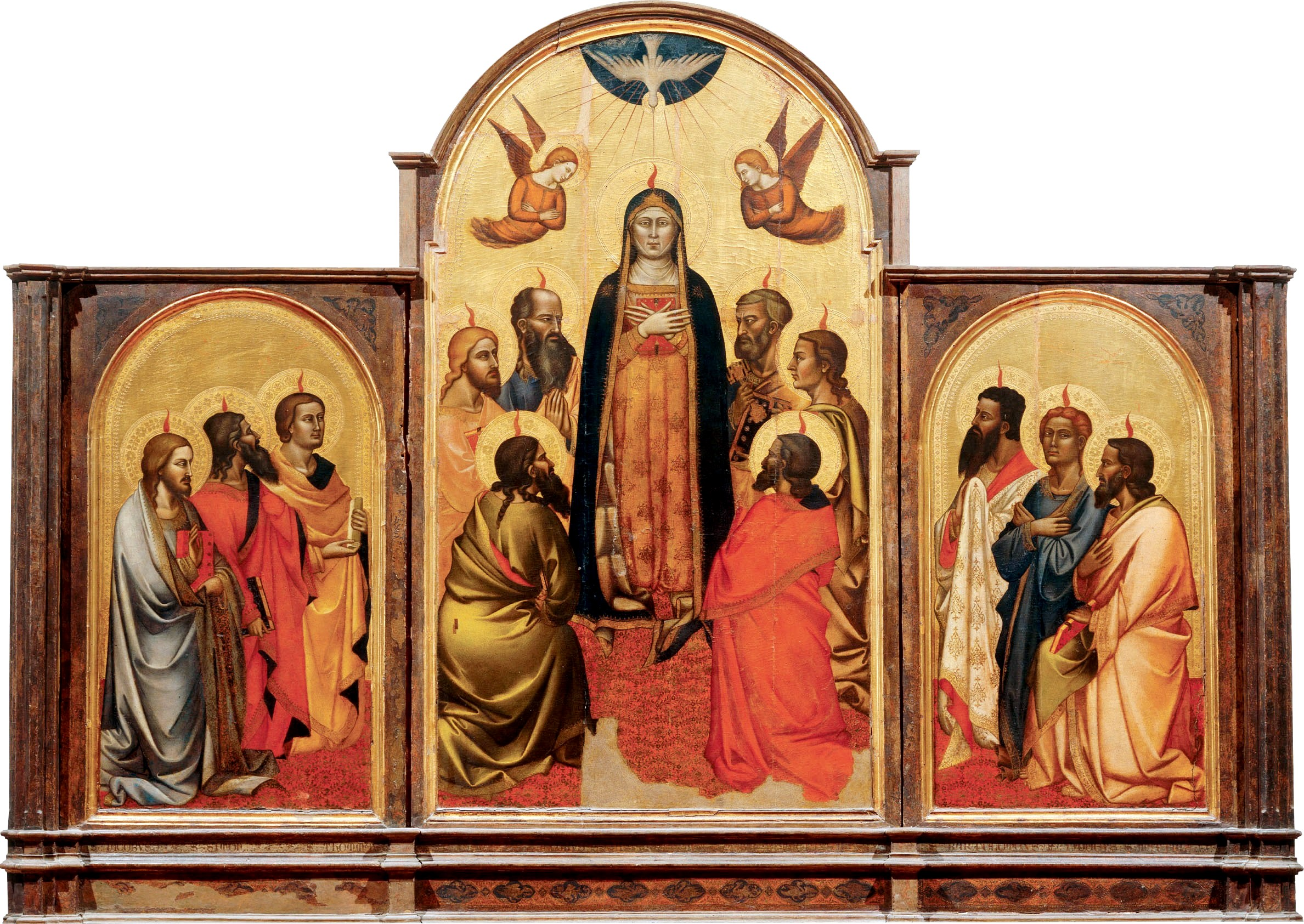
Пятидесятница. 1365-1370. Галерея Академии, Флоренция
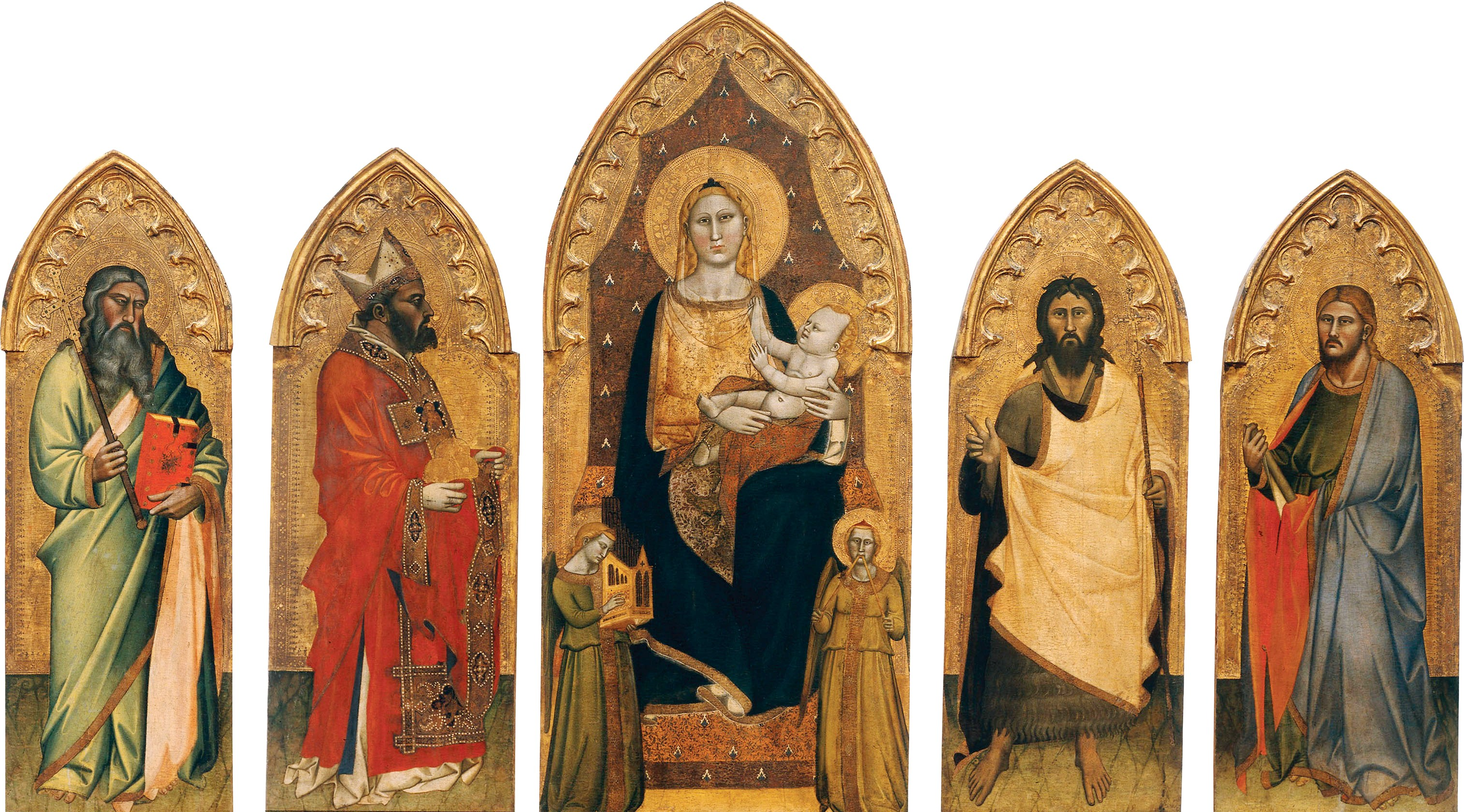
Мадонна с Младенцем, двумя ангелами, и святыми Андреем, Николаем, Иоанном Крестителем и Яковом. 1365-1370. Галерея Академии, Флоренция
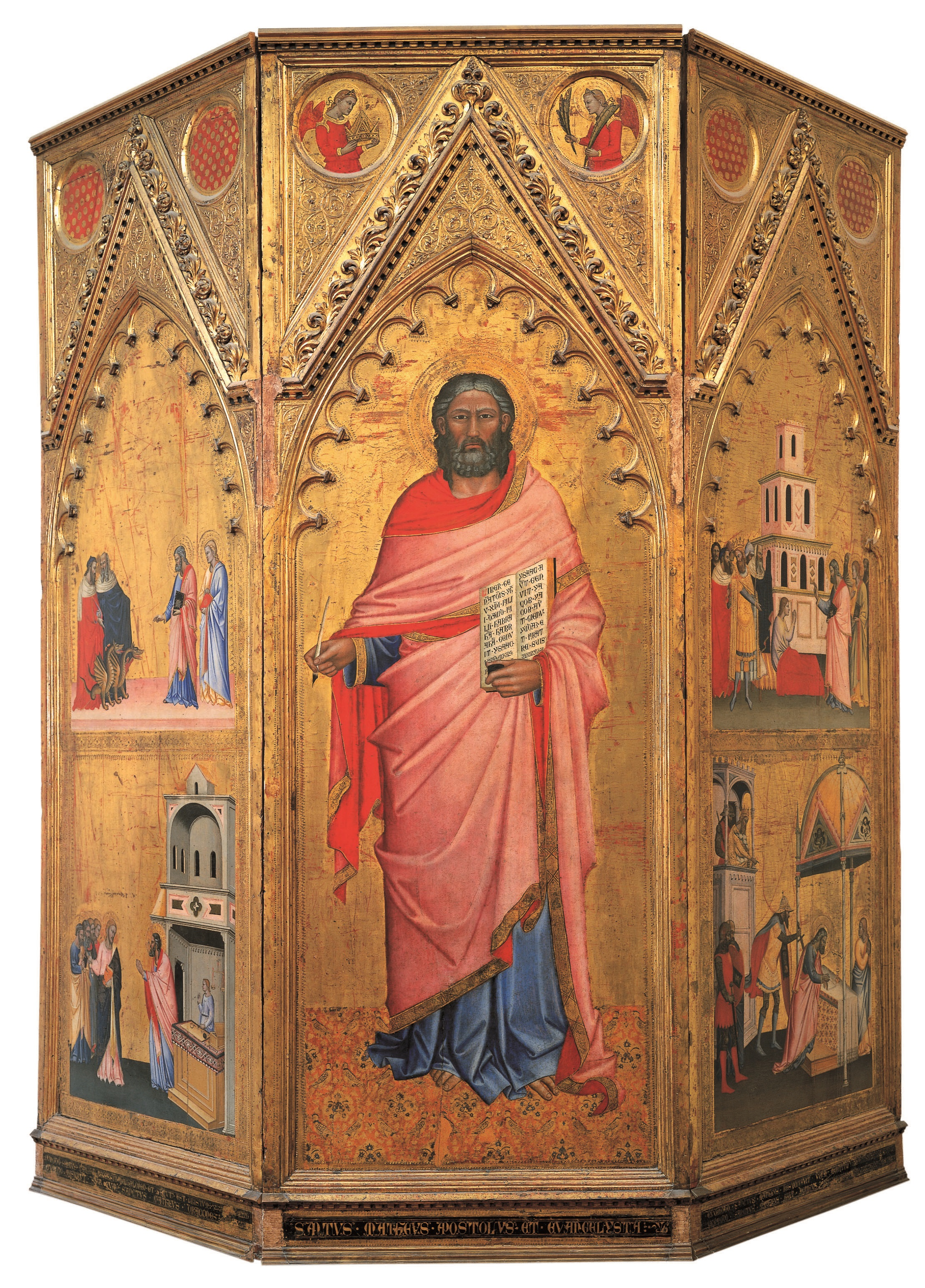
Алтарь Св. Матфея. 1367-1368. Галерея Уффици, Флоренция

Подобным же образом исследователи пишут о совместном участии Андреа и Якопо в работе над полиптихом «Мадонна с младенцем, двумя ангелами, и святыми Андреем, Николаем, Иоанном Крестителем и Яковом» из Галереи Академии, Флоренция, хотя работа в большей части считается произведением одного Андреа. Несомненно, что в совместных проектах старшему брату принадлежала ведущая роль.
Документы свидетельствуют о работе Якопо в 1368 году над алтарём Св. Матфея, который Андреа не смог завершить в связи со смертью. Исследователи считают это произведение во всех его основных аспектах работой Орканьи. Вероятно, Якопо сделал какие-то незначительные дополнения; также вполне возможно, что работа над этими незначительными деталями была перепоручена кому-то из художников, трудившихся в мастерской братьев Чоне (среди наиболее вероятных кандидатов так называемый Мастер пределлы из музея Ашмолеан, который впоследствии был регулярным соавтором в произведениях Якопо).
Приблизительно к этому же времени относится большая алтарная картина «Распятие» из Национальной галереи, Лондон (ок. 1368 г., 154×138,5 см). Исследователи увидели в её исполнении две разных руки, и пришли к заключению, что работа была выполнена Якопо совместно с братом Нардо. Художник изобразил сцену Распятия согласно существовавшим канонам — с толпой, солдатами, горюющей Марией и ангелами собирающими кровь Христа в чашу. По сторонам расположены Иоанн Креститель, апостол Павел, св. Яков-старший и св. Варфоломей. В пределле (нижнем ряду) — неизвестная святая, св. Бернард с книгой, Мадонна с младенцем, святой монах (скорее всего, это Антоний-аббат) и св. Екатерина Александрийская — их портреты обрамлены лепниной в технике пастилья (алебастровые рельефные узоры покрытые позолотой).
«Мадонна Смирение» из Галереи Академии, Флоренция (105×66 см), вероятно, была написана в конце 1360-х годов. Художник крайне лаконичен в изображении сюжета — на золотом фоне можно видеть только узоры ковра и край подушки, на которой восседает Мадонна.
Алтарь из церкви Сан Пьер Маджоре.

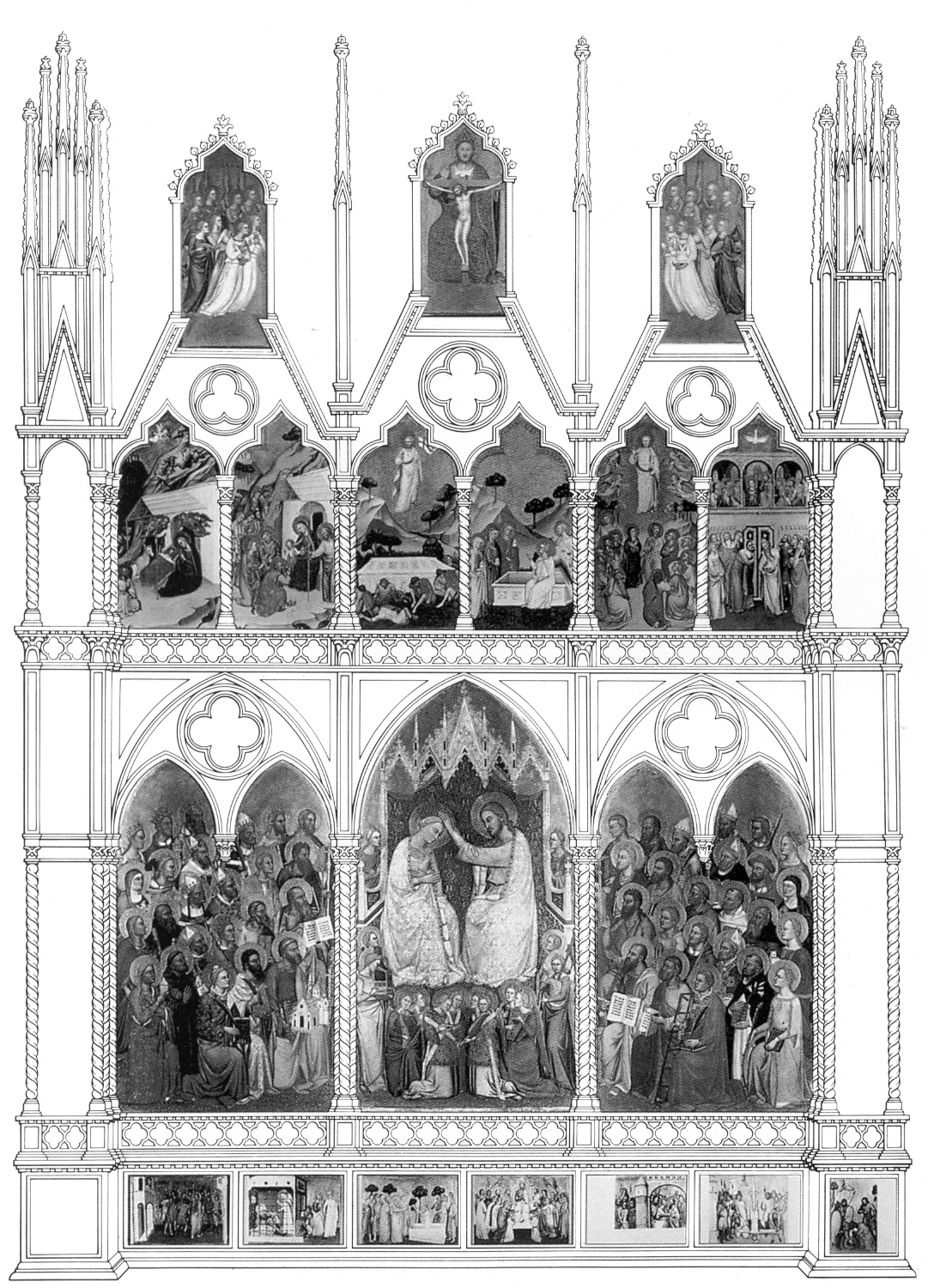
Полиптих из церкви Сан Пьер Маджоре. Реконструкция.

К 1370—1371 годам учёные относят создание грандиозного полиптиха «Коронование Марии», основные части которого сегодня хранятся в Национальной Галерее, Лондон, а детали пределлы разошлись по разным музеям. Это самое крупное и трудоёмкое из сохранившихся произведений Якопо. Его считают одним из самых больших и престижных заказов, исполненных во Флоренции во второй половине XIV века. Полиптих был создан для главного алтаря принадлежавшей бенедиктинцам церкви Сан Пьер Маджоре (разрушена в XVIII веке). По всей вероятности, проект был заказан и оплачен представителями семейства Альбицци, патронировавшими этот храм. Могущественный клан Альбицци лидировал на флорентийской политической сцене до прихода семейства Медичи.
Сохранившиеся в архивах отчёты свидетельствуют, что работы над полиптихом были начаты в 1370 году, когда некоему «Niccolaio dipintore» («художнику Никколо» — почти наверняка это был Никколо ди Пьетро Джерини, хотя ряд экспертов считает, что это мог быть Никколо ди Томмазо) было оплачено 14 рабочих дней, во время которых он разрабатывал проект алтаря. Сложная конструкция, состоящая из многих деталей, требовала серьёзных архитектурных и инженерных знаний. Живописную манеру, характерную для Никколо ди Пьетро Джерини, на алтаре обнаружить не удалось, учёные считают, что ему может принадлежать только дизайн балдахина в сцене Коронования Марии.
Во второй половине XIV века было обычным, когда для осуществления большого проекта кооперировались несколько разных мастеров или мастерских. Фрагментарные отчёты о работе над алтарём свидетельствуют, что в ходе его производства были задействованы разные специалисты по золочению, изготовлению узоров, живописи, дизайну, конструированию и т. д. В неполном комплекте документов, касающихся работ над полиптихом, имя Якопо среди авторов не значится, однако живописный стиль алтаря крайне близок подписанным произведениям Якопо ди Чоне, не оставляя у экспертов сомнений в его авторстве. Несмотря на то, что алтарь в 1371 году был завершён, конечная выплата денег была произведена только в 1383 году.
Верхний ряд полиптиха (пинакли) состоит из трёх картин: в центре «Святая Троица», по сторонам от неё две панели «Херувимы, серафимы и ангелы».

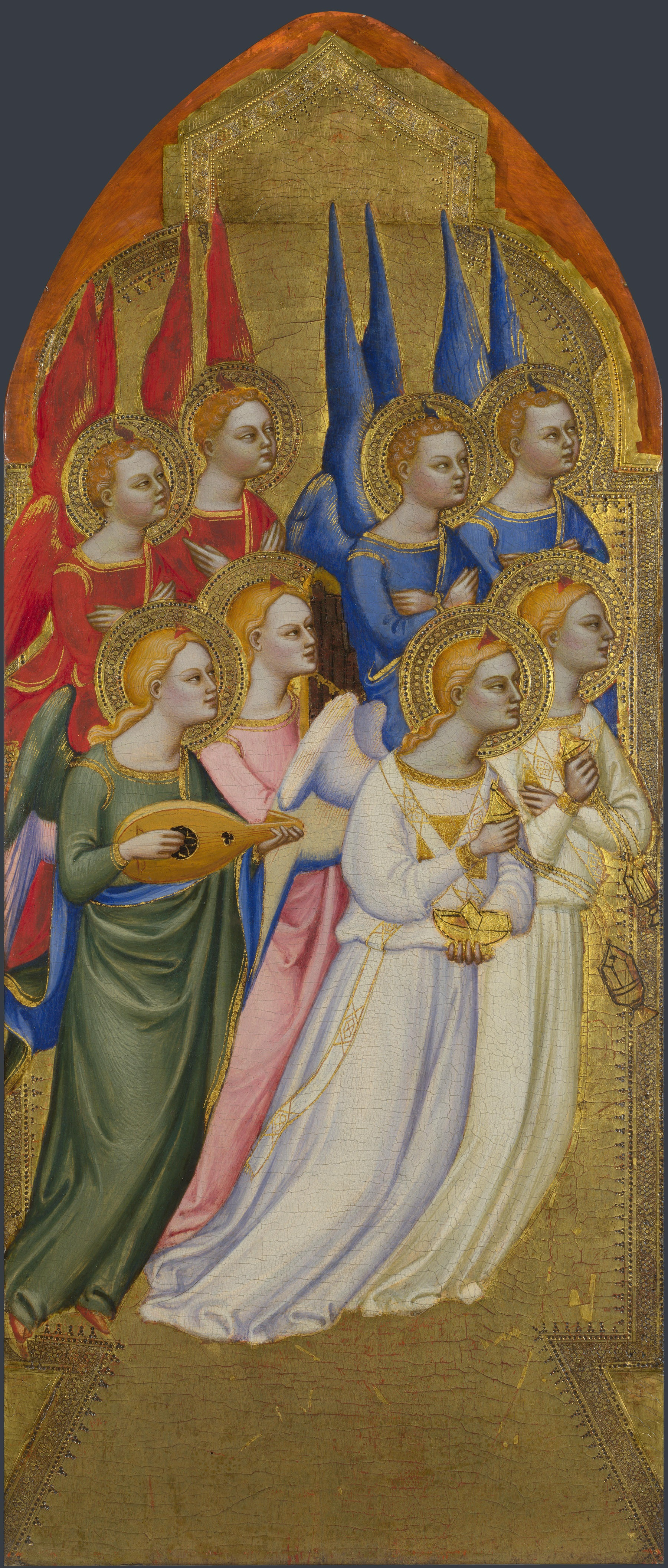
Херувимы, серафимы и ангелы. Национальная галерея, Лондон
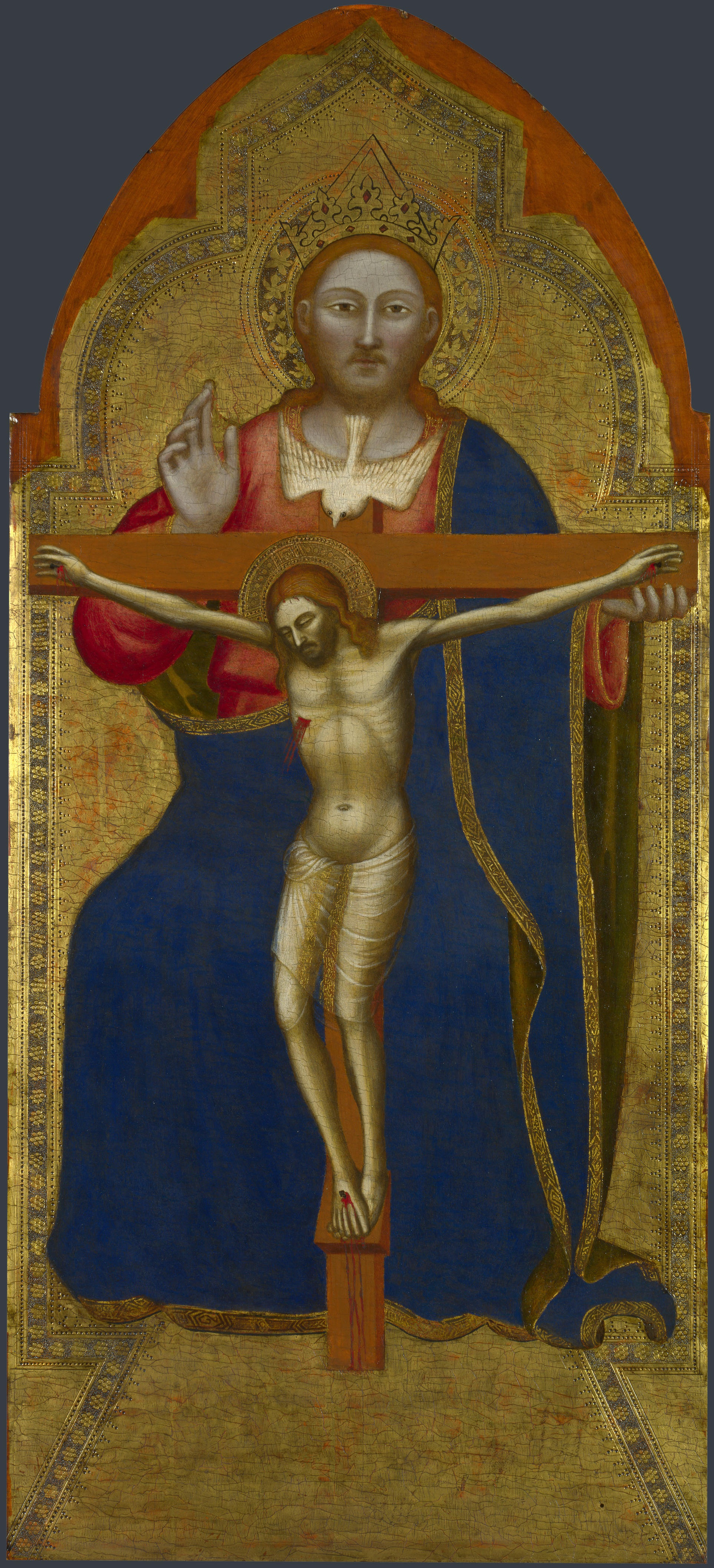
Святая Троица. Национальная галерея, Лондон
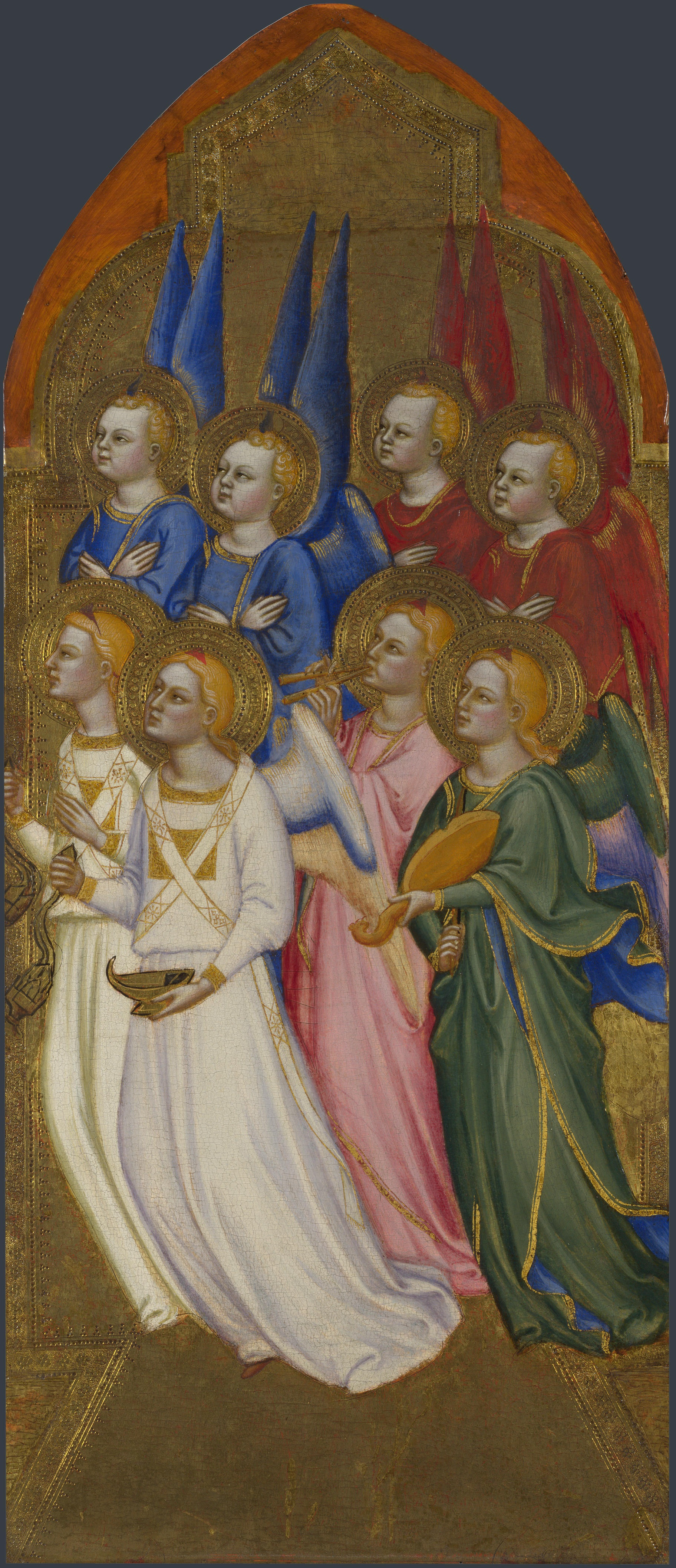
Херувимы, серафимы и ангелы. Национальная галерея, Лондон

Второй ряд полиптиха посвящён сюжетам из страстного цикла: «Рождество», «Поклонение волхвов», «Воскресение», «Жёны-мироносицы у гроба», «Вознесение» и «Пятидесятница».

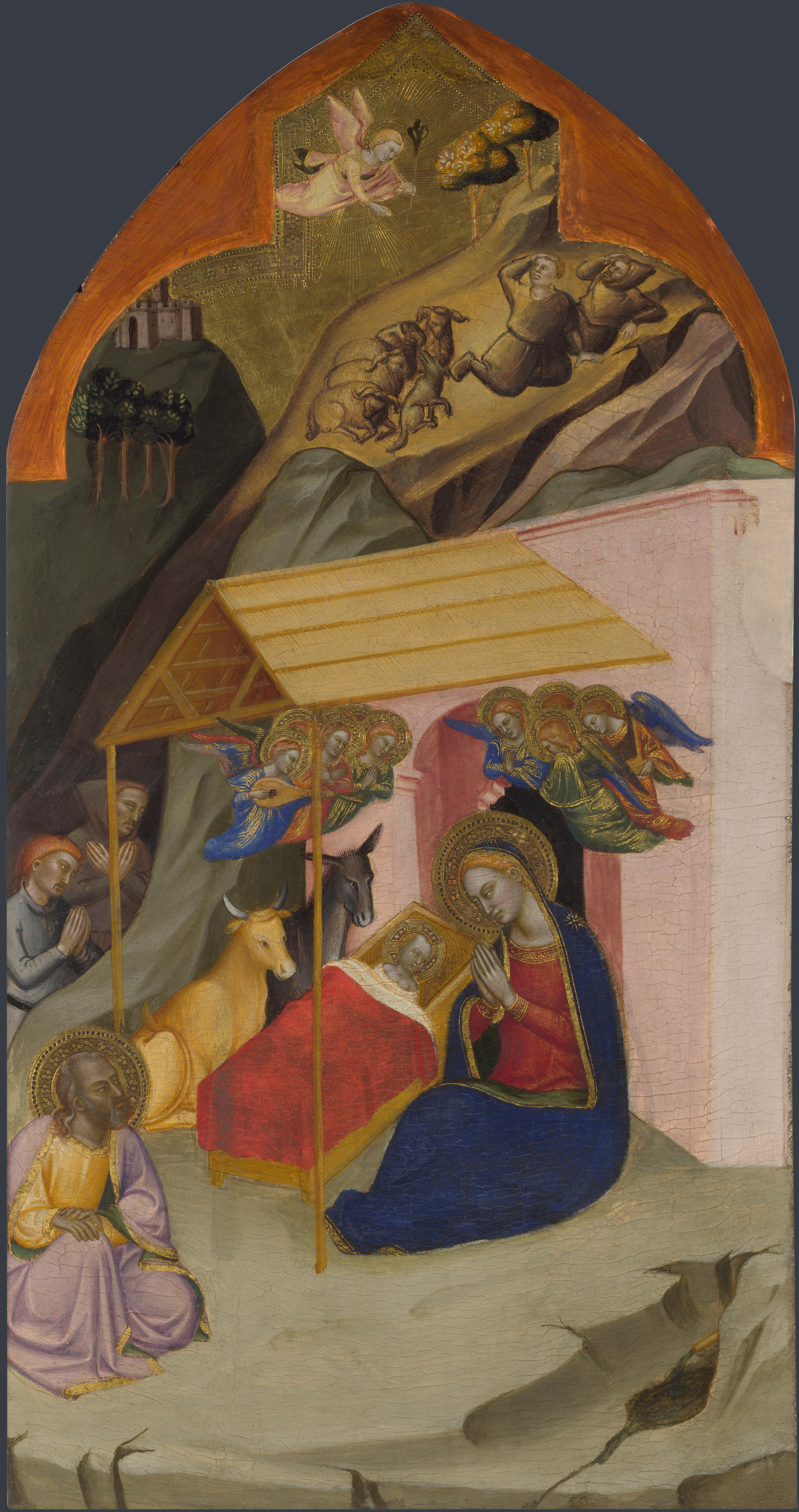
Рождество. Национальная галерея, Лондон
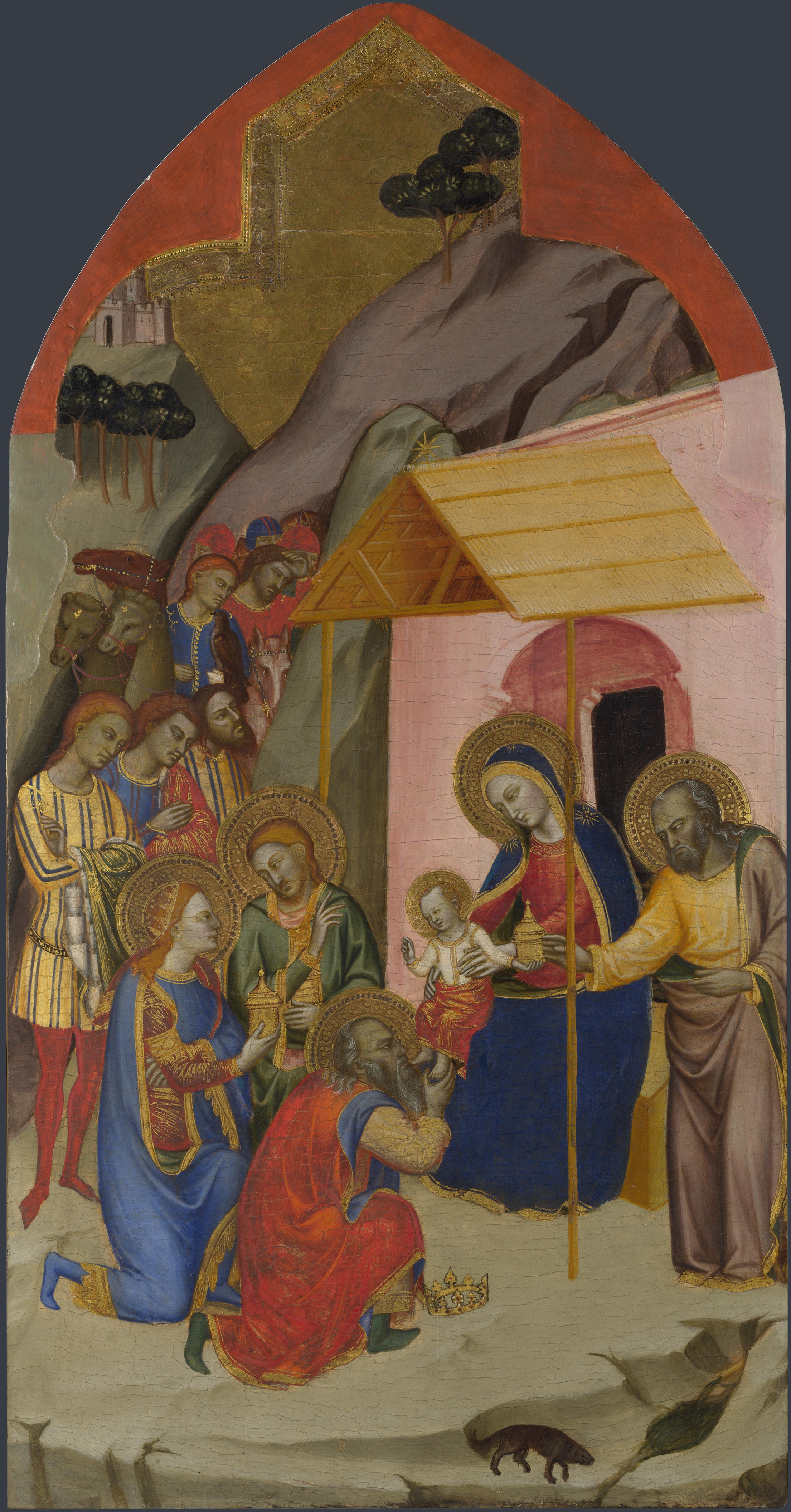
Поклонение волхвов. Национальная галерея, Лондон
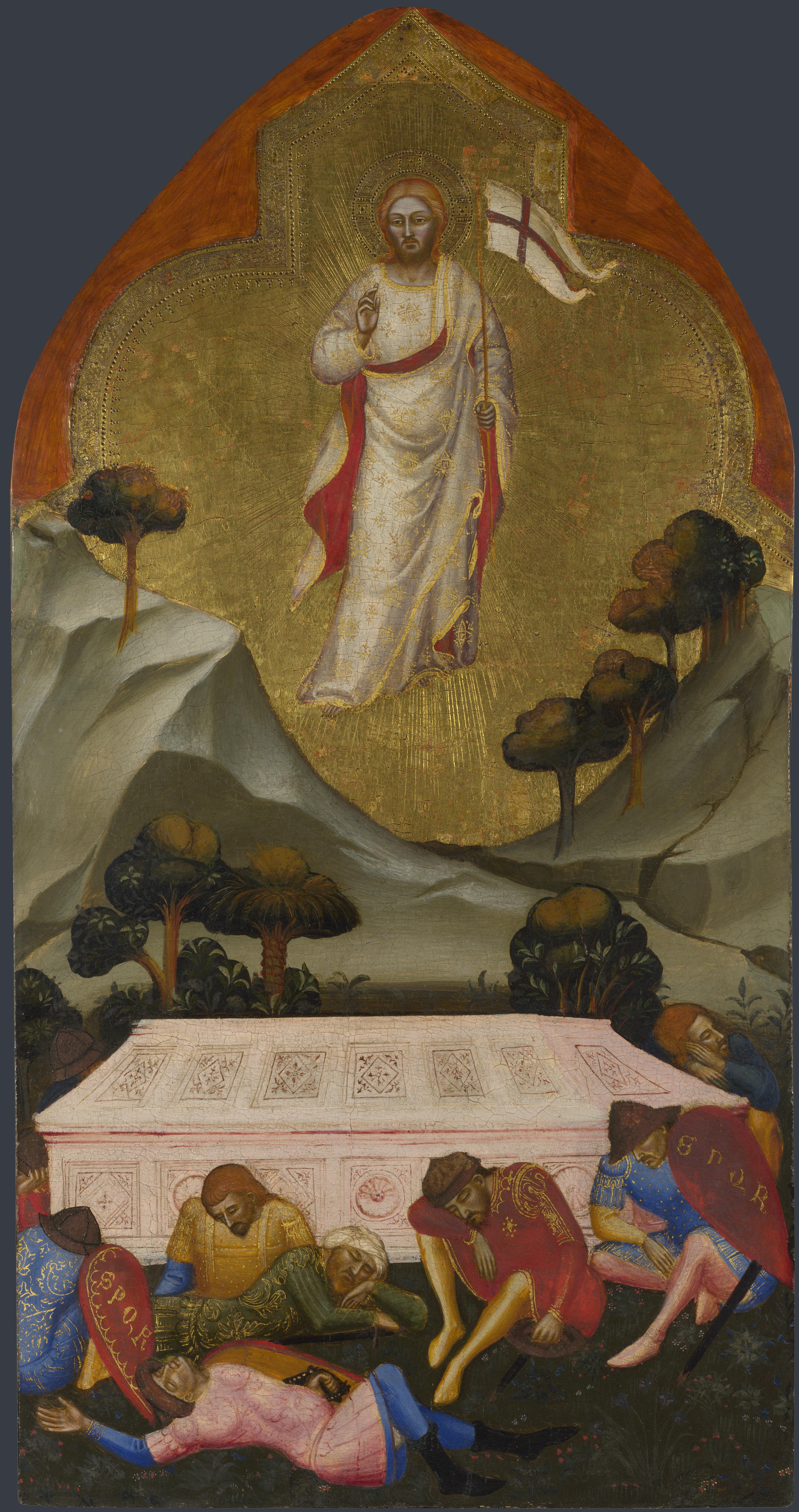
Воскресение. Национальная галерея, Лондон
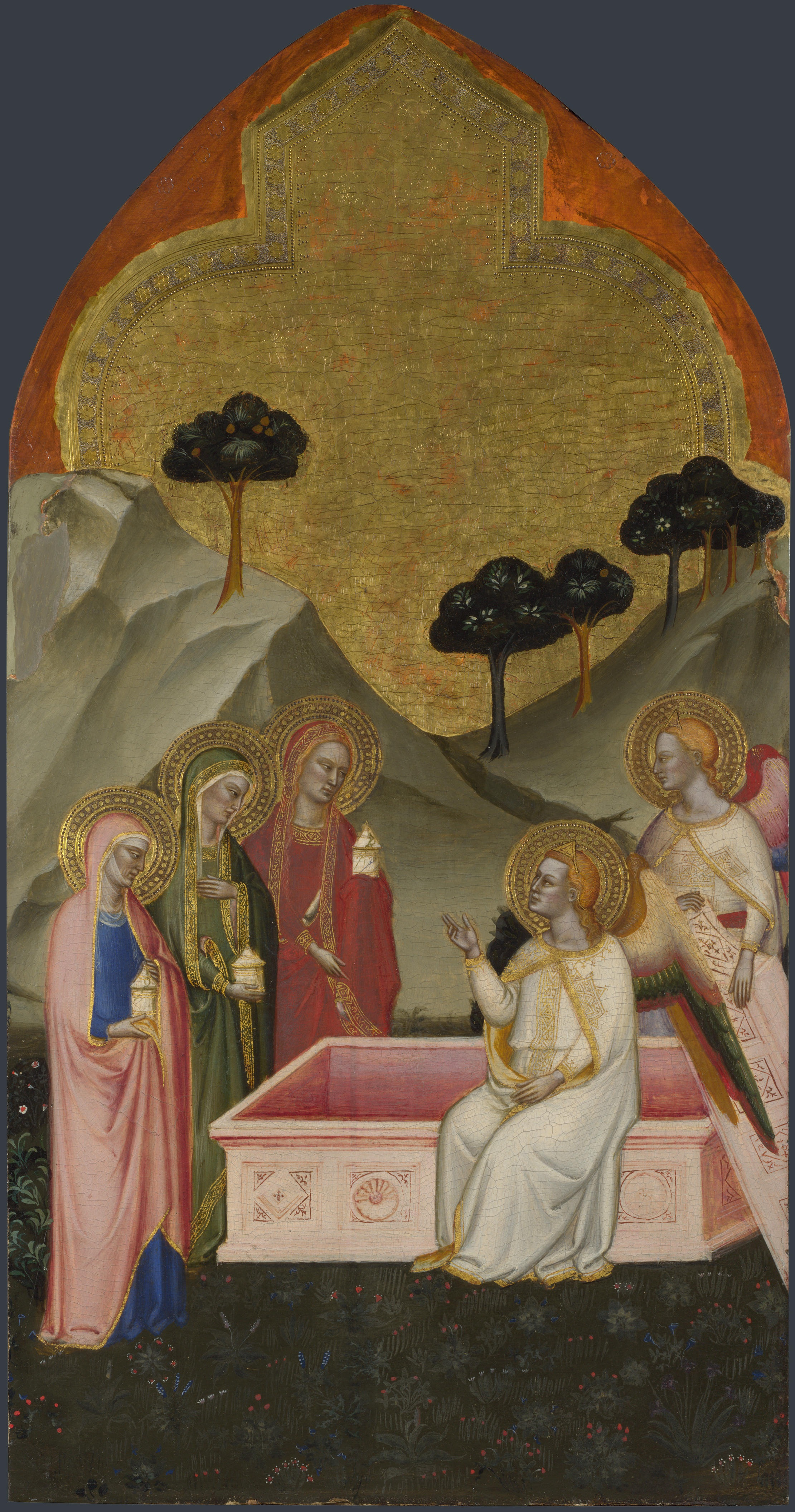
Жёны-мироносицы у гроба. Национальная галерея, Лондон
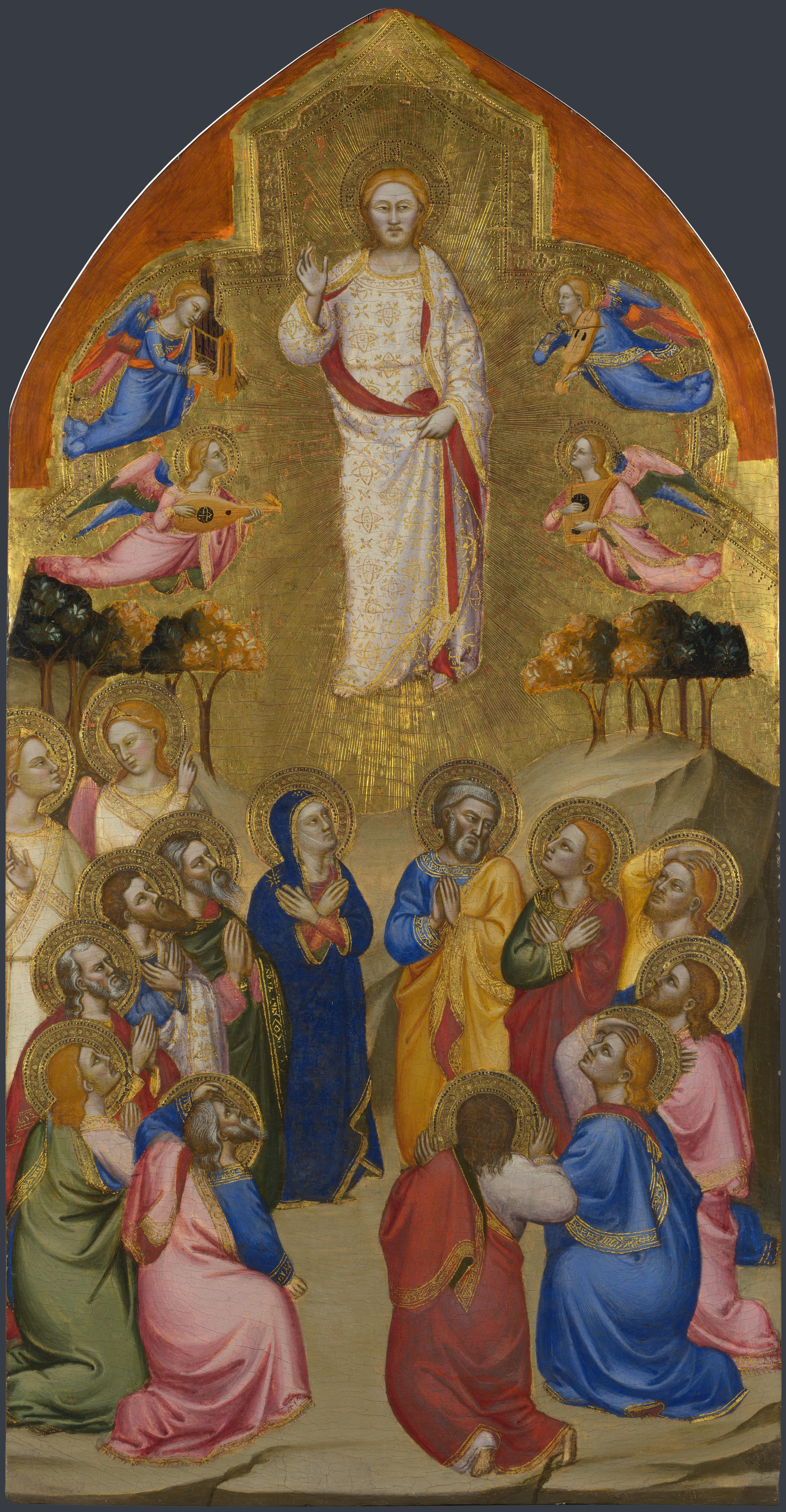
Вознесение. Национальная галерея, Лондон
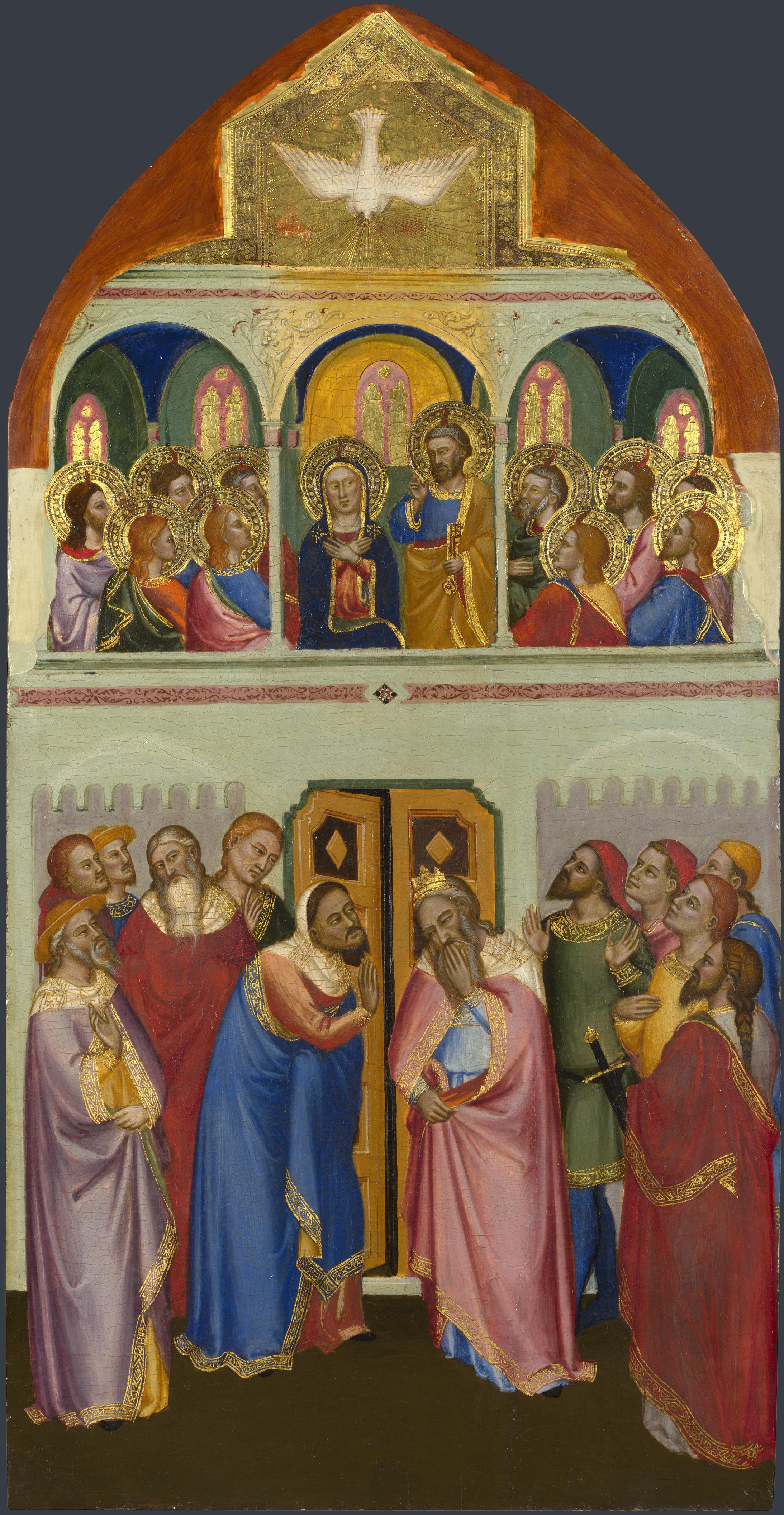
Пятидесятница. Национальная галерея, Лондон

Главный ряд состоит из трёх картин, представляющих единую сцену «Коронования Марии». Тема «Коронования» была чрезвычайно популярна во флорентийской живописи второй половины XIV века. В центре, расположившись на троне под роскошным балдахином, Иисус коронует Богородицу. Их окружают многочисленные ангелы, сопровождающие действо небесной музыкой. По сторонам от них, преклонив колена, предстоят 48 разных святых. Исследователи отмечают достаточно необычное присутствие в толпе предстоящих святых Трёх царей — Каспара, Мельхиора и Бальтазара (они изображены в коронах крайними слева). Возможно, их включение связано с регулярным празднованием Богоявления, устраивавшимся во Флоренции в 1340—1360-х годах богатым братством Compagna dei Magi, во время которого проводилось театрализованное действо и шествие членов братства, переодетых в Трёх царей. Среди святых особо выделен св. Пётр, который держит в руках модель церкви Сан Пьер Маджоре. Именно ему посвящён цикл картин пределлы этого алтаря.

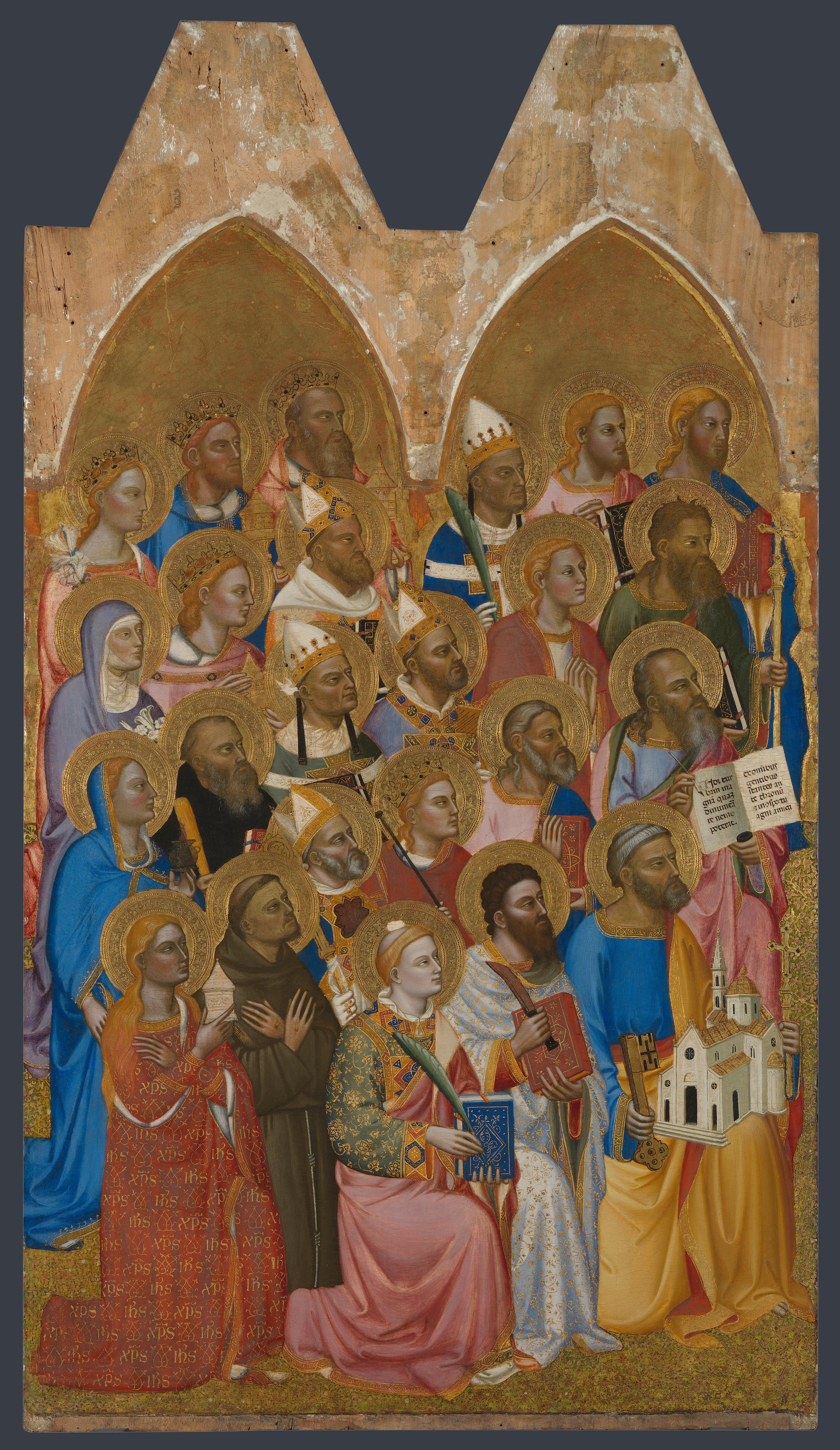
Святые. Национальная галерея, Лондон
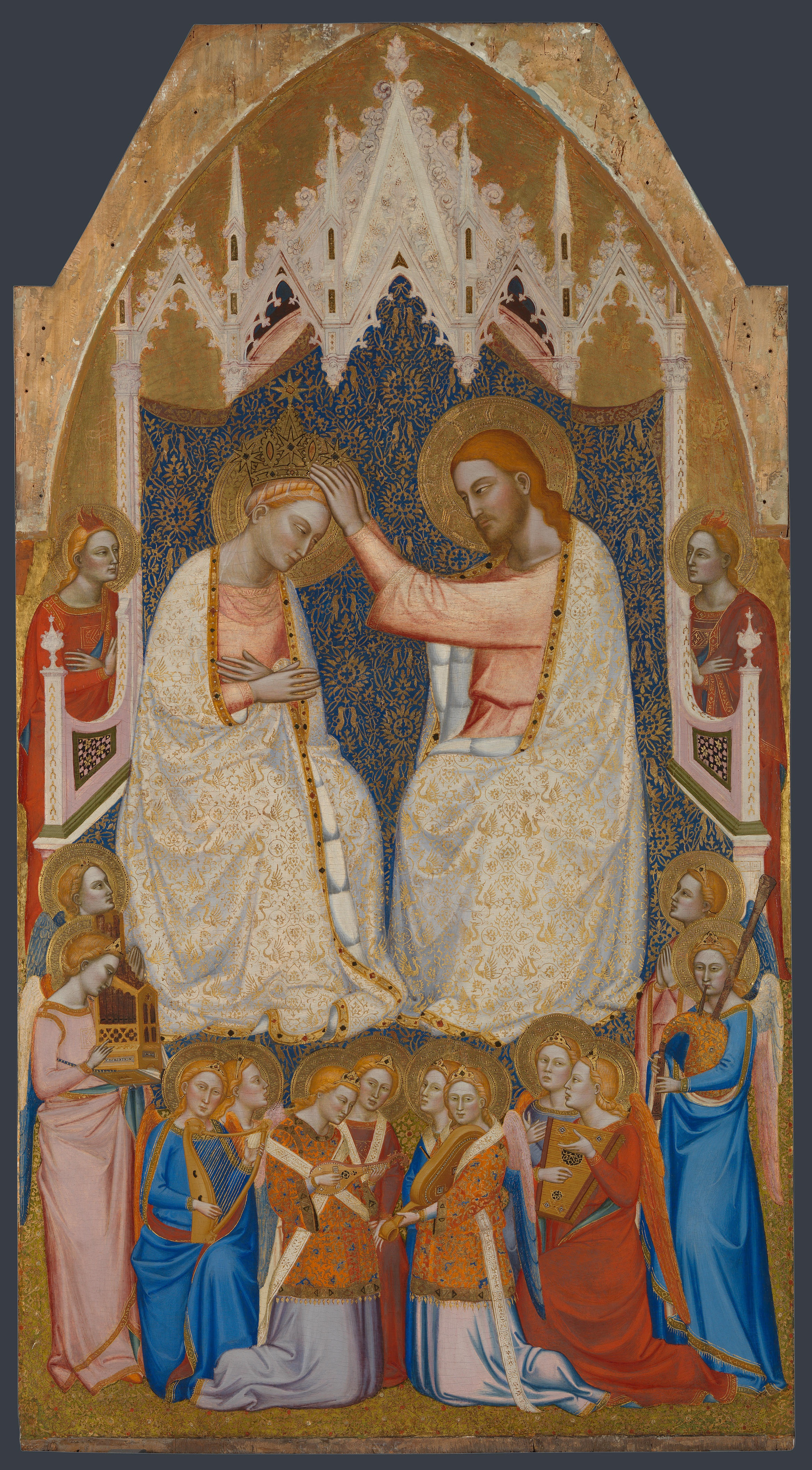
Коронование Марии. Национальная галерея, Лондон
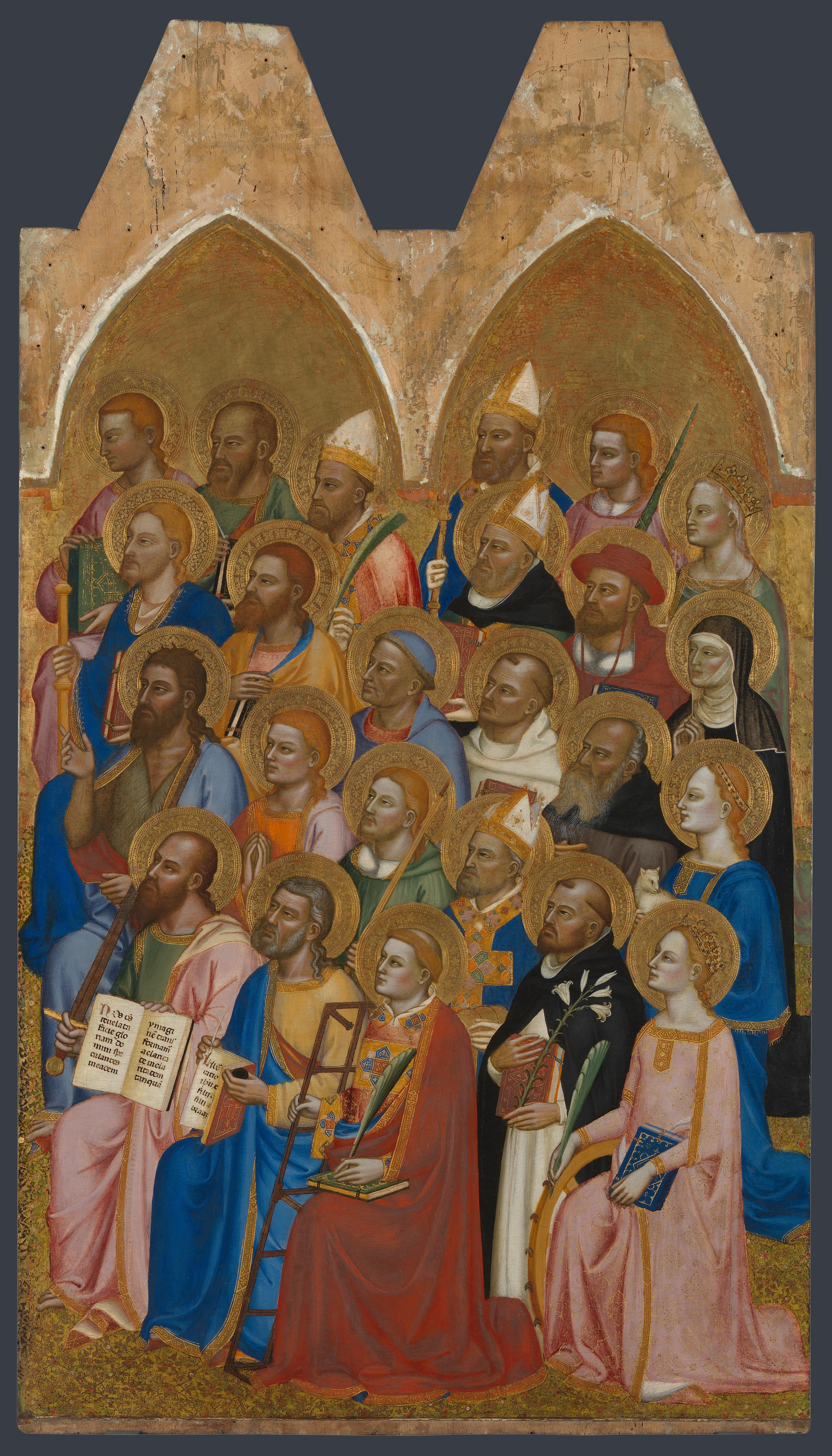
Святые. Национальная галерея, Лондон

Пределла алтаря содержала восемь картин, из которых до нас дошло только семь: «Арест св. Петра» (Музей искусства, Род Айленд), «Св. Пётр в тюрьме/Освобождение св. Петра» (Музей искусства, Филадельфия), «Св. Пётр воскрешает сына Теофила» (Пинакотека, Ватикан), «Св. Пётр на кафедре» (Пинакотека, Ватикан), «Последняя встреча св. Петра и св. Павла в Риме» (фрагмент, Ла Специа, Музей Амедео Лиа), «Распятие св. Петра» (Пинакотека, Ватикан), «Усекновение главы св. Павла» (фрагмент, Милан, Галерея Сачердоти). Почти наверняка первой картиной этого цикла было «Призвание св. Петра» (не сохранилась).

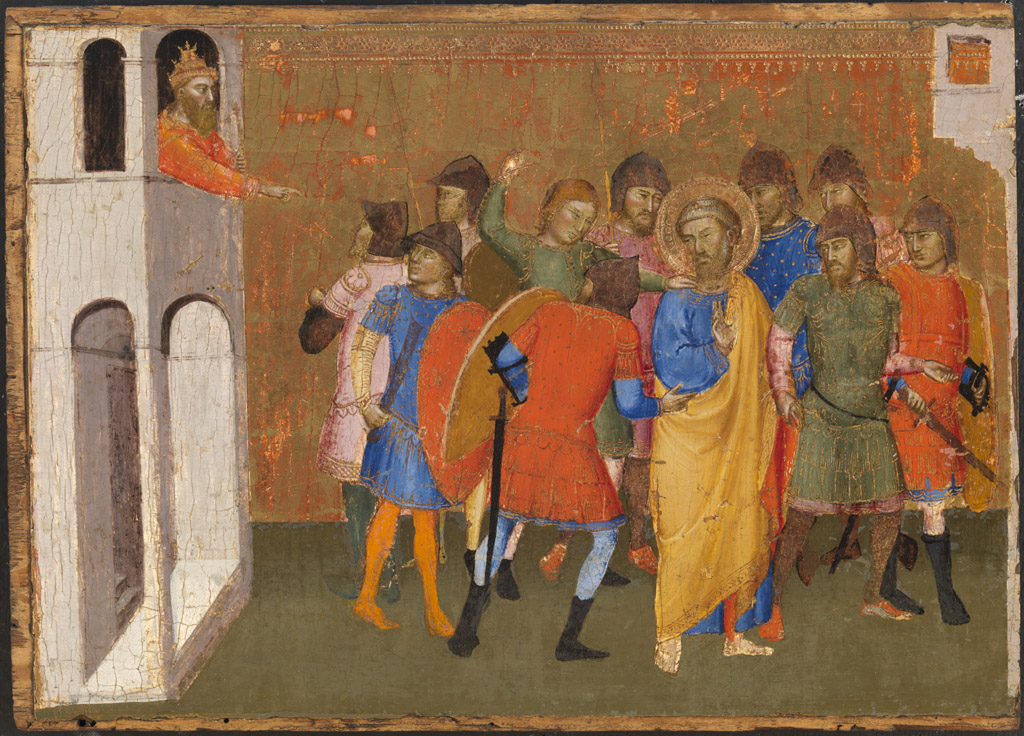
Арест св. Петра.
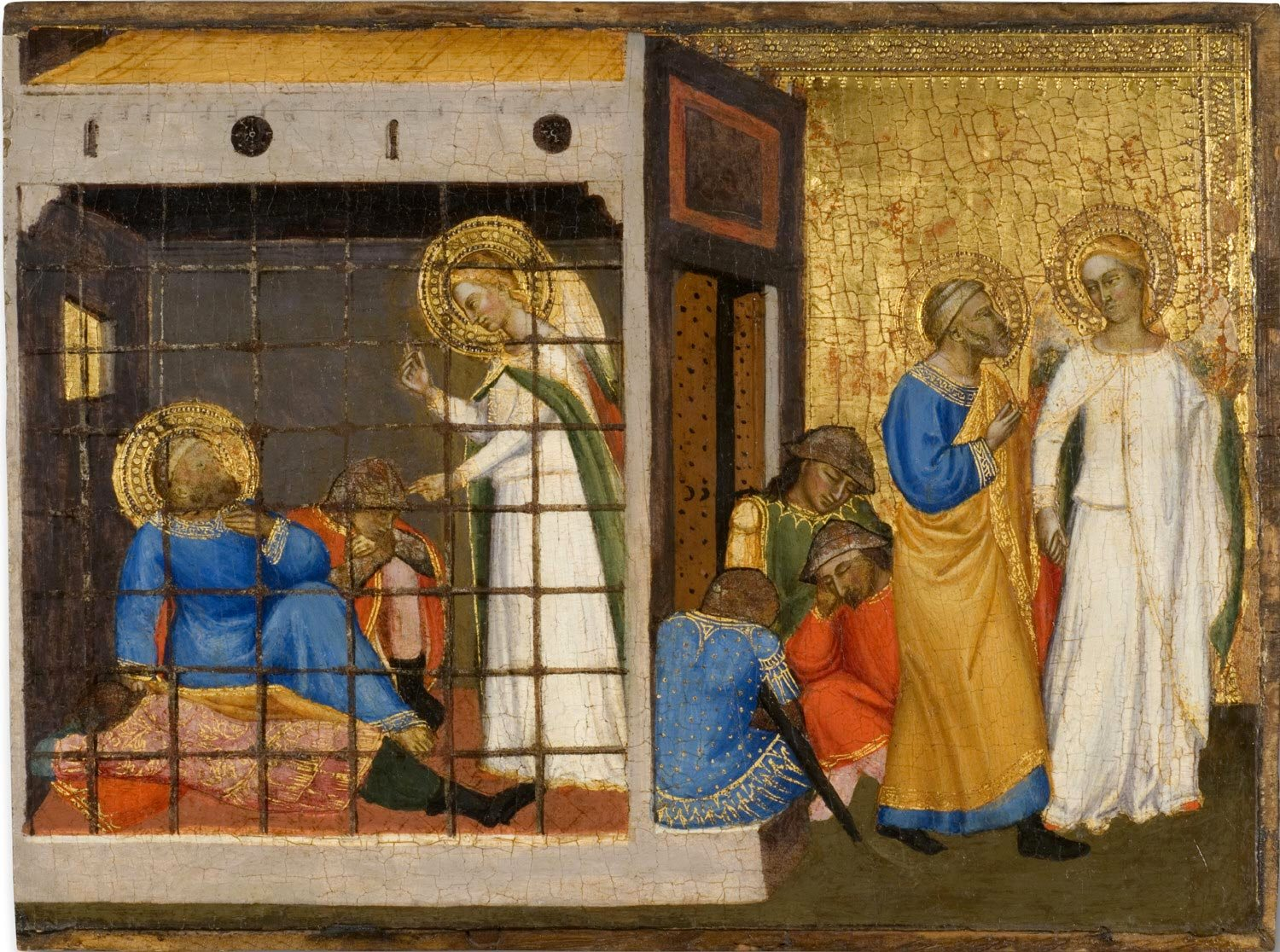
Св. Пётр в тюрьме/Освобождение.
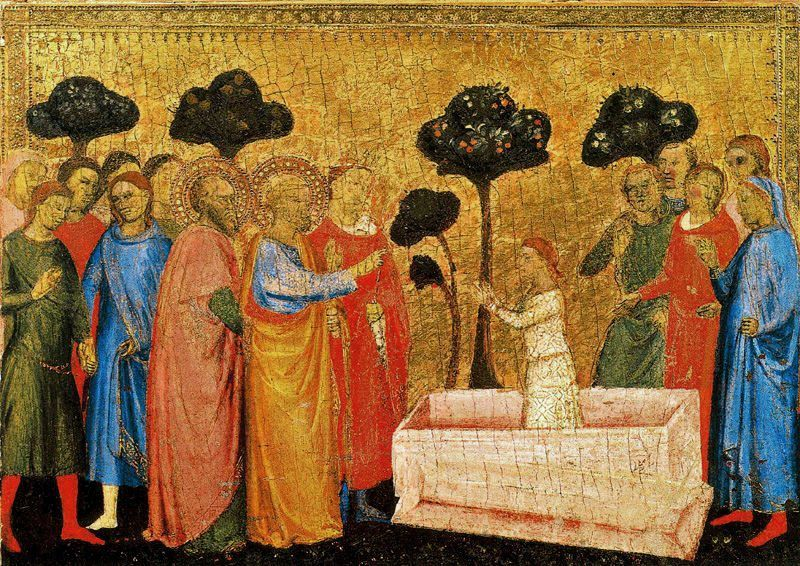
Св. Пётр воскрешает сына Теофила.
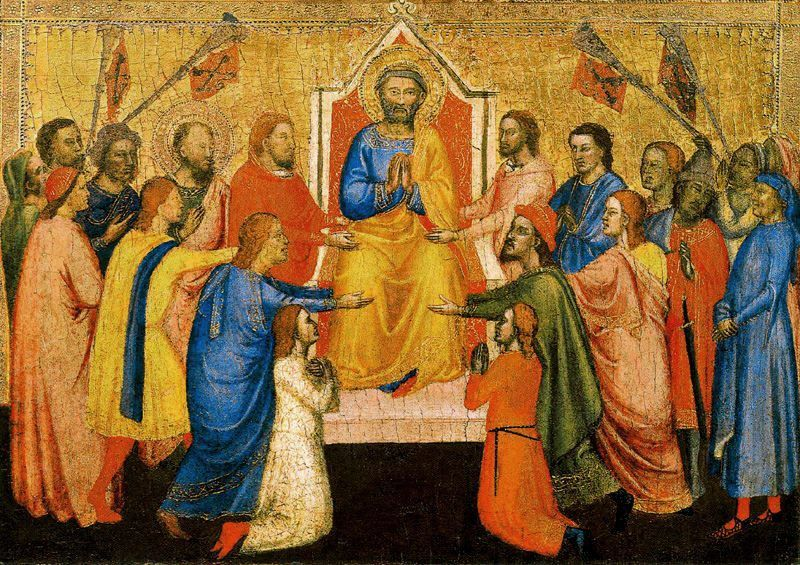
Св. Пётр на кафедре.
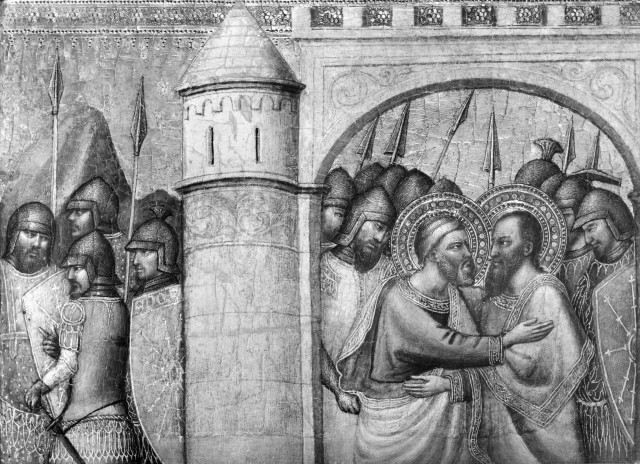
Последняя встреча св. Петра и Павла.
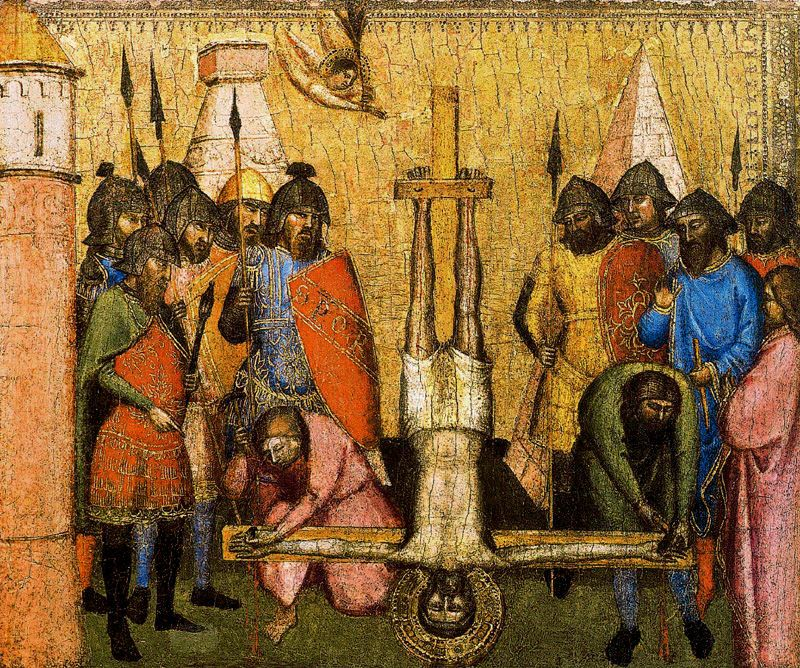
Распятие св. Петра.
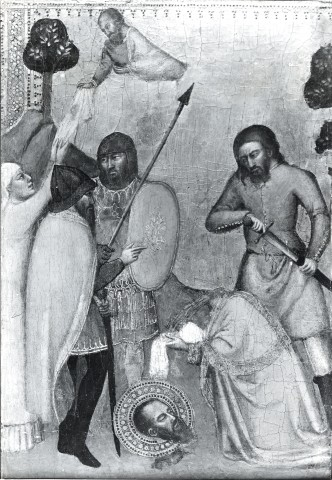
Усекновение главы св. Павла.

К 1372—1373 годам относится другое «Коронование Марии с пророками и святыми», выполненное Якопо по заказу Zecca — флорентийского монетного двора (его герб можно видеть в нижней части картины). Это большая икона, размером 350×190 см, до поступления во флорентийскую Галерею Академии находилась в монастыре Сан Никколо в Каффаджо. Количество святых по сравнению с лондонским «Коронованием» художник сократил до десяти, добавив двух пророков в верхней части. Исследователи отмечают, что «портреты» святых на работах мастерской братьев Чоне довольно часто повторяются, причём одно и то же лицо могло служить для изображения разных святых. Например, на лондонском «Короновании» портрет юного св. Стефана (в нижнем ряду слева, с книгой и ветвью) зеркально повторяет портрет св. Лаврентия (в нижнем ряду справа, с такой же ветвью и решёткой, на которой его жгли заживо). Подобный же приём применён и в «Короновании Марии» из Галереи Академии — святые зеркально повторяют друг друга в левой и правой части. Это свидетельствует о том, что художник, вероятно, пользовался набором стандартных рисунков-образцов, которые были в ходу у мастеров XIV века.

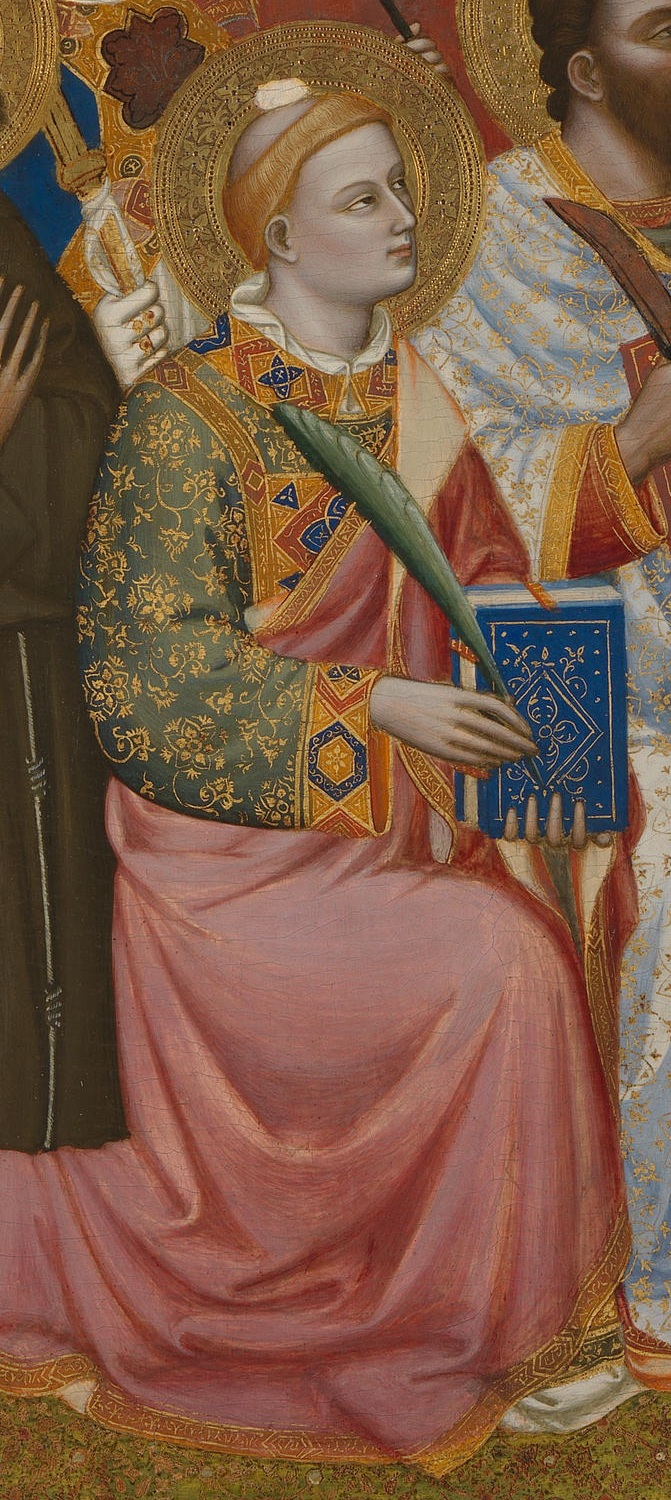
Св. Стефан. Деталь полиптиха из церкви Сан Пьер Маджоре
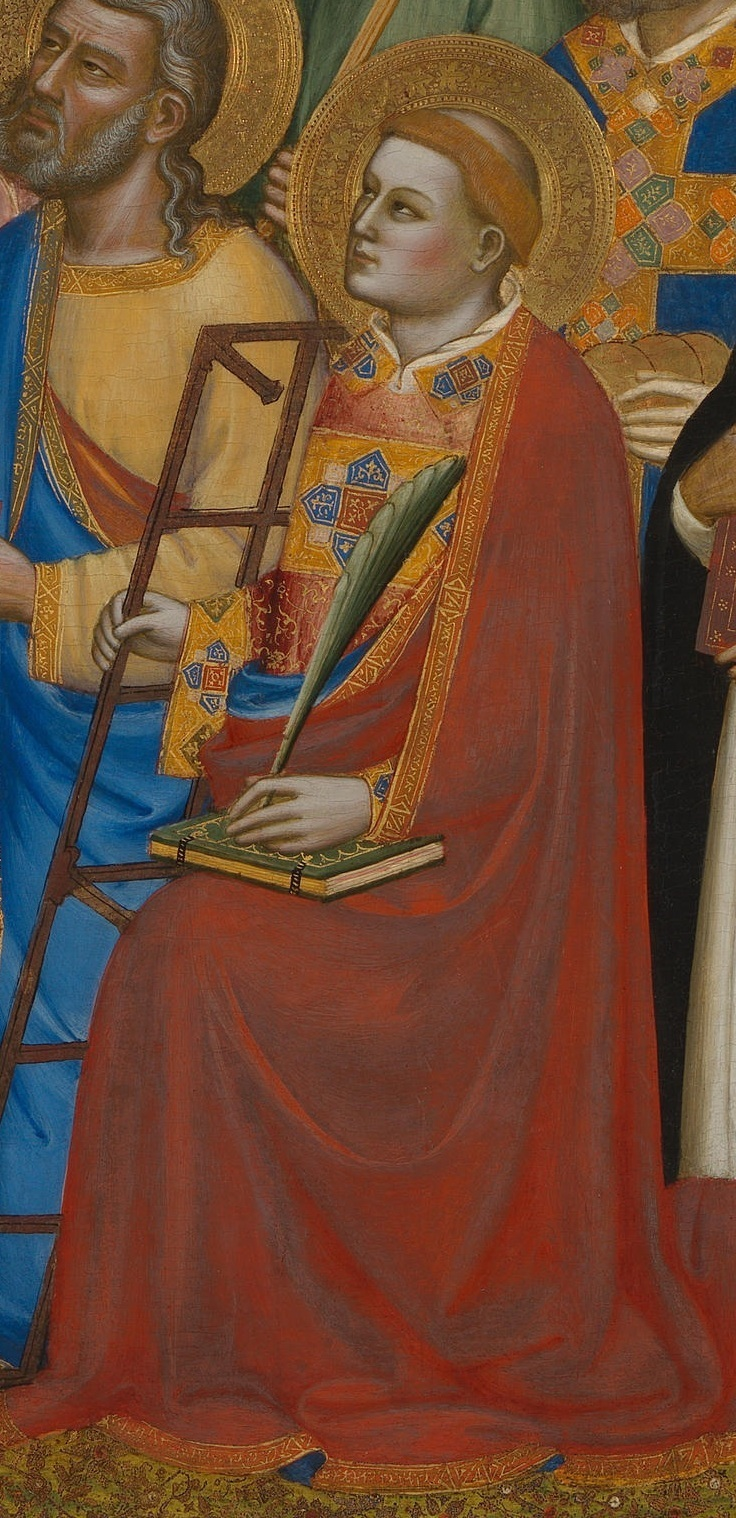
Св. Лаврентий. Деталь полиптиха из церкви Сан Пьер Маджоре
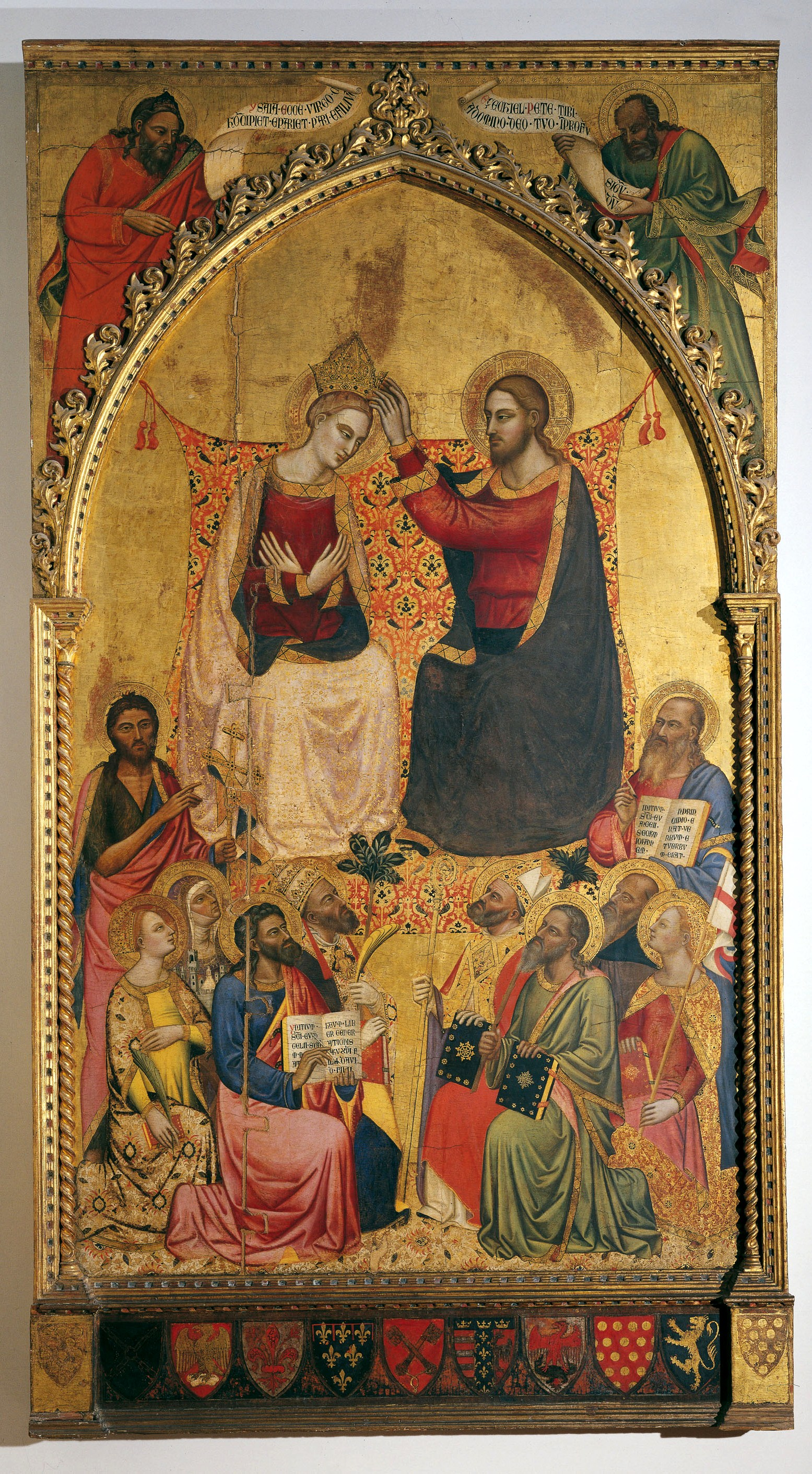
Коронование Марии. 1372-1373, Галерея Академии, Флоренция
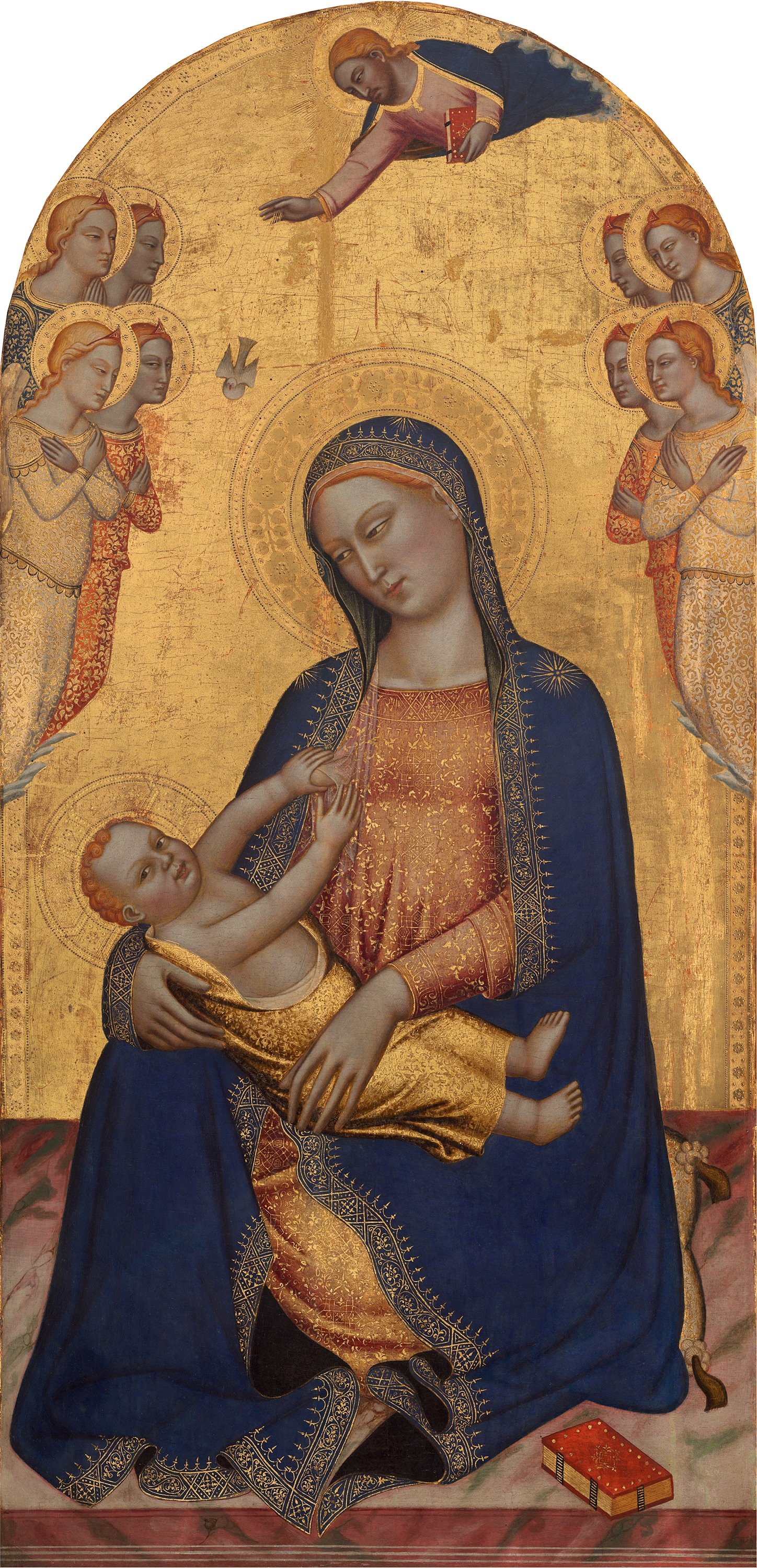
Мадонна с младенцем и ангелами. 1370. Национальная галерея, Вашингтон.
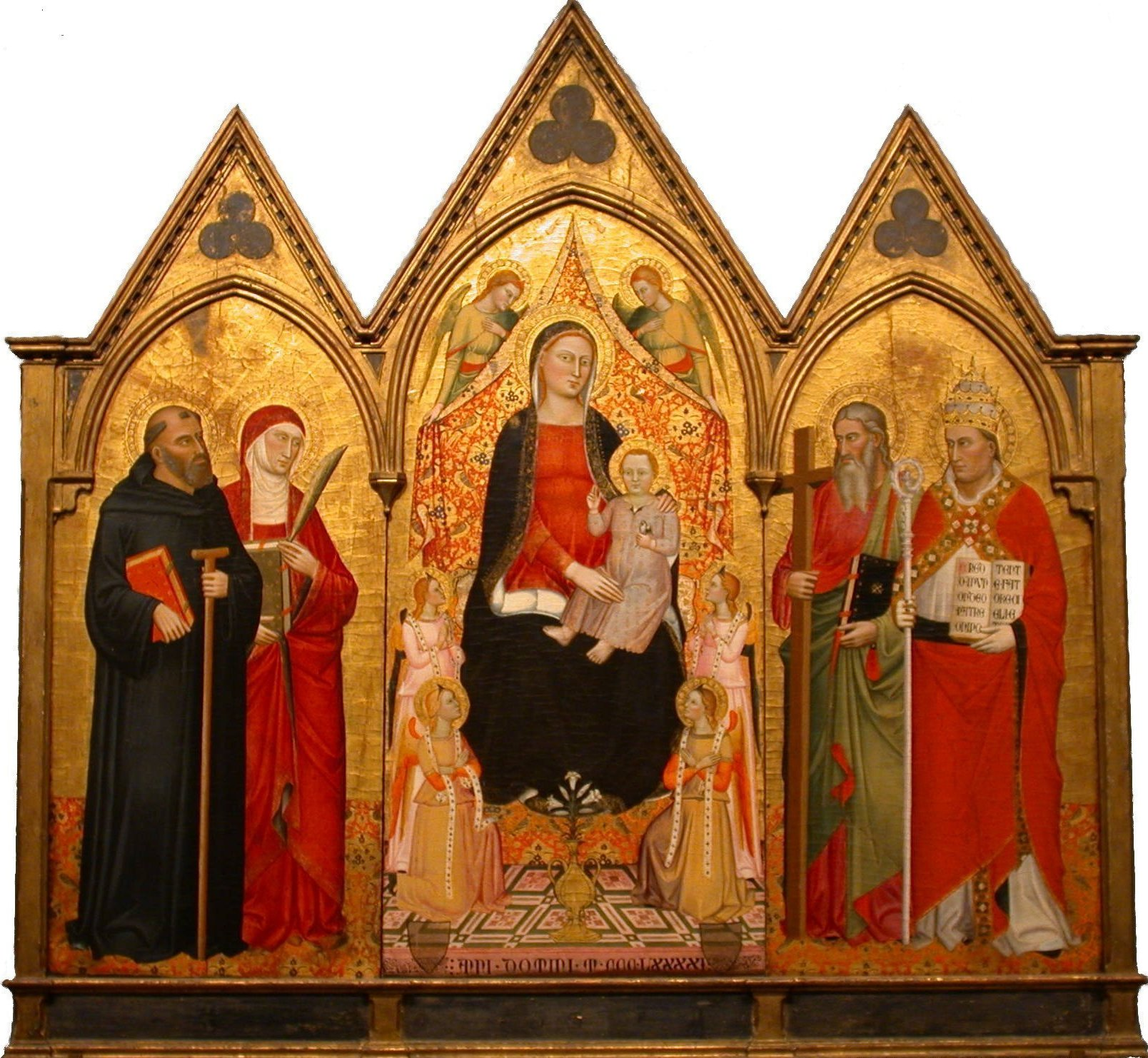
Триптих "Мадонна с младенцем и святыми". 1391. Академия искусств, Гонолулу.

1370—1375 годами датируют «Мадонну Смирение» из Национальной Галереи искусства, Вашингтон. Это великолепно написанная икона, но авторство Якопо в её исполнении оспаривается в пользу его брата Андреа Орканьи (в этом случае датировка работы должна быть передвинута на 1360-е годы).
Оффнер (1965) и Босковиц (1975) выдвинули вполне заслуживающее доверия предположение, что алтарная фреска «Благовещение» из церкви Санто Спирито в Прато, которая ранее приписывалась так называемому «Мастеру Благовещения из Прато», в действительности является произведением Якопо, сделанным в его зрелый период, то есть в 1380-х годах.
К 1385—1390 годам относят Триптих «Мадонна с младенцем, св. Агатой и св. Лючией», который Якопо написал для приходской церкви св. Агаты в Скарперья.
Среди сохранившихся поздних произведений Якопо самое крупное — Триптих «Мадонна с младенцем и святыми» (центральная панель «Мадонна с младенцем» — 136,5×х68,6 см, боковые — 124,5×61 см). Он был написан для флорентийской церкви Сан Лоренцо и ныне хранится в Академии Искусств, Гонолулу. На триптихе есть дата — 1391 год. На боковых панелях художник изобразил св. Аббата Амато, св. Конкордию, св. Андрея и св. Папу Марка, чьи мощи хранятся в церкви Сан Лоренцо.
В разных музеях и частных коллекциях мира хранится более 130 произведений, так или иначе связываемых с именем Якопо ди Чоне: большие полиптихи, портативные триптихи, отдельные «Мадонны с младенцем» и разрозненные святые, ранее составлявшие полиптихи. Часть этой продукции в силу сходства манеры делит авторство с братом Якопо — Андреа Орканьей, часть приписывается как Якопо, так и другим художникам (в зависимости от автора предложенной атрибуции).
По мнению исследователей, суть искусства Якопо ди Чоне заключалась в продолжении и расширении формулы, созданной его братом Андреа Орканьей. Художественная практика Якопо позволила эту манеру, характерную для флорентийского искусства середины треченто, донести до XV века. Особенностью его искусства была утрата интереса к натурализму и изображению трёхмерного пространства, использовавшегося Джотто, и перенос акцента на декоративные аспекты — изображение дорогих тканей, использование техники сграффито для передачи золотых узоров, «ювелирно» оформленные золочёные нимбы святых, узорчатые рамы, выполненные в технике пастилья, и имитации стекла и полудрагоценных камней.